# 2008年夏季奧林匹克運動會香港區火炬接力

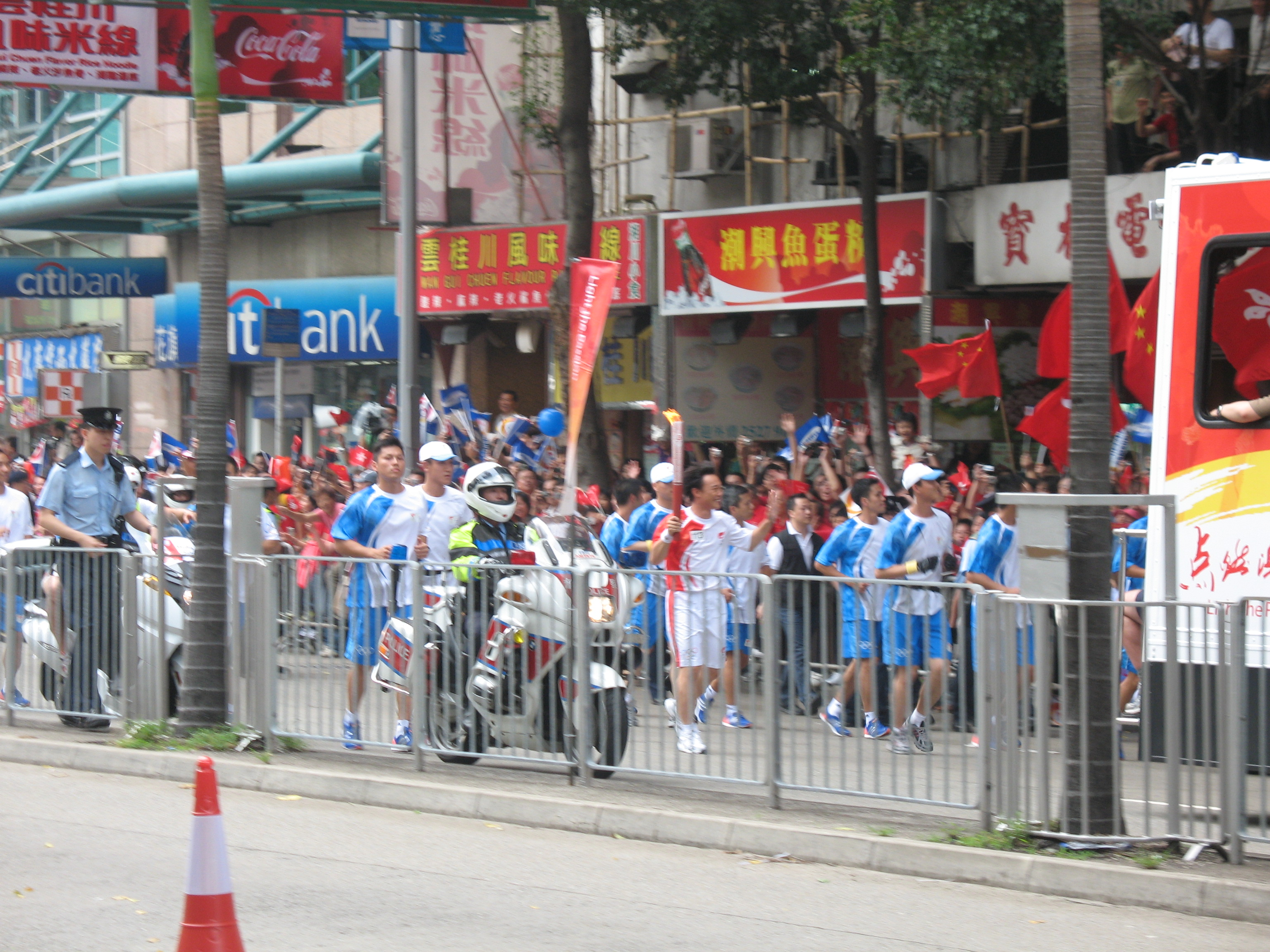
第113位火炬手陳奕迅在軒尼詩道傳送奧運聖火，沿途有要員保護組及警隊護送組組成的聖火護衛隊護送。

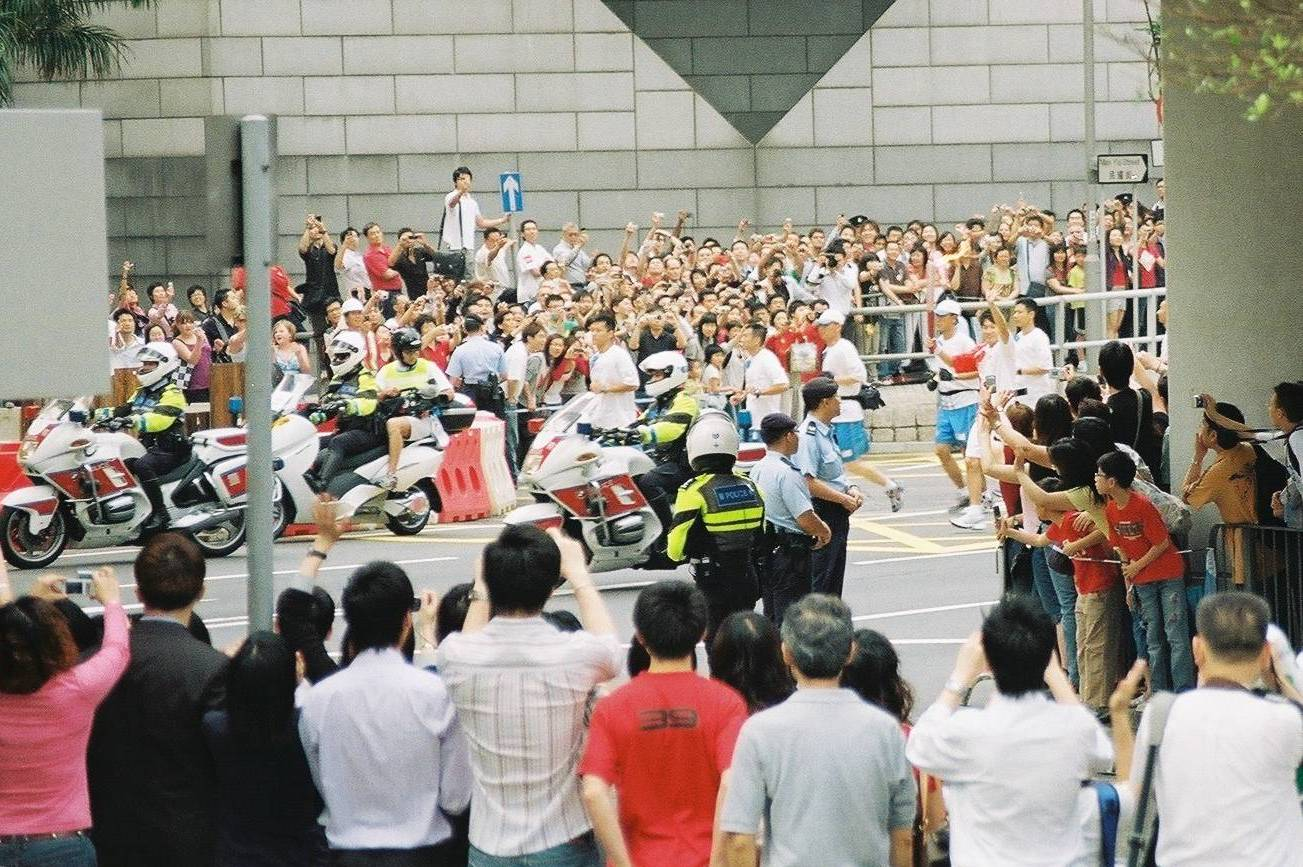
火炬接力沿線吸引近10萬人觀賞，圖為102號火炬手郭俊在民耀街傳遞奧運聖火

2008年夏季奧林匹克運動會香港區火炬接力，是2008年夏季奧林匹克運動會火炬接力境外傳遞的第20站。火炬接力活動於2008年5月2日舉行，總行程25公里，歷時6.5小時，共有119名（原定120名）火炬手參與傳遞。該次火炬接力活動是香港自1964年東京奧運會首次參與火炬接力以來，奧運聖火首次重臨香港。

## 奧運聖火抵港

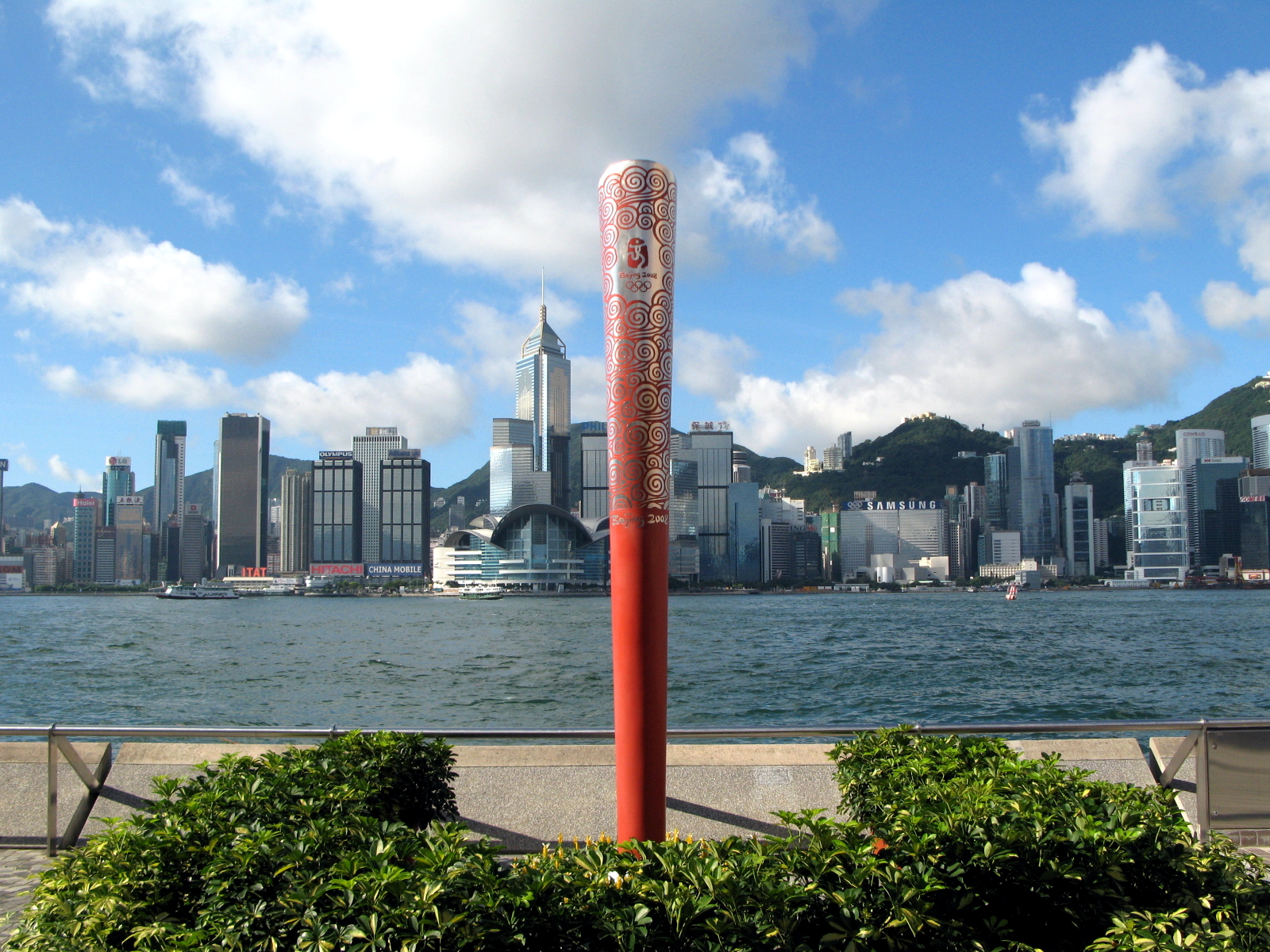
北京奧運火炬紀念雕塑

4月30日，北京奧運會倒數100天當日，運載奧運聖火的中國國際航空公司「奧運聖火號」專機下午1時53分由越南胡志明市飛抵香港，於香港國際機場降落，下午2時北京奧組委執行副主席楊樹安手持火種燈步出機艙，民政事務局局長曾德成、中國香港體育協會暨奧林匹克委員會會長霍震霆、中央人民政府駐香港特別行政區聯絡辦公室主任高祀仁和康樂及文化事務署署長周達明在場歡迎。經過一個簡短的迎接聖火儀式後，盛載聖火的專車由警察車輛開路，駛往尖沙咀香港文化中心，下午4時在文化中心露天廣場舉行的迎接聖火儀式，並為祥雲火炬雕塑揭幕。
奧運聖火抵港後，入住九龍萬麗酒店，並由身穿藍衣的中國聖火護衛隊嚴密保護。
5月2日早上10時，香港區火炬接力開幕典禮於九龍尖沙咀的香港文化中心露天廣場正式開始，由香港行政長官曾蔭權作為主禮嘉賓。經過一些表演項目，火炬接力準備開始。中國聖火保衛隊拿出火種燈並點燃第一支火炬，交給北京奧組委執行副主席楊樹安，再交給曾蔭權，接著再交給第一棒火炬手李麗珊，香港區火炬接力於10時30分正式開始。

## 火炬接力路線
以下為火炬接力當日的最終路線圖：
- 路段1：尖沙咀

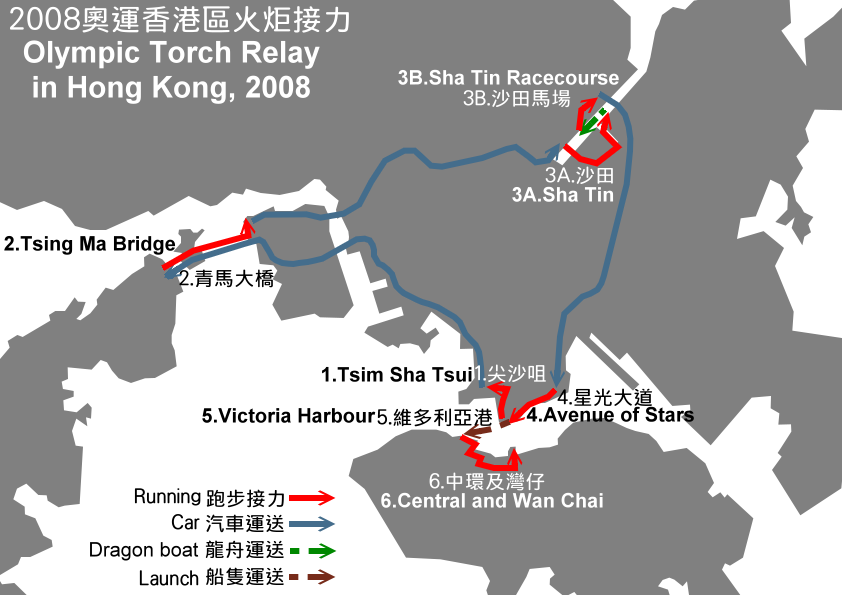
火炬接力路線圖

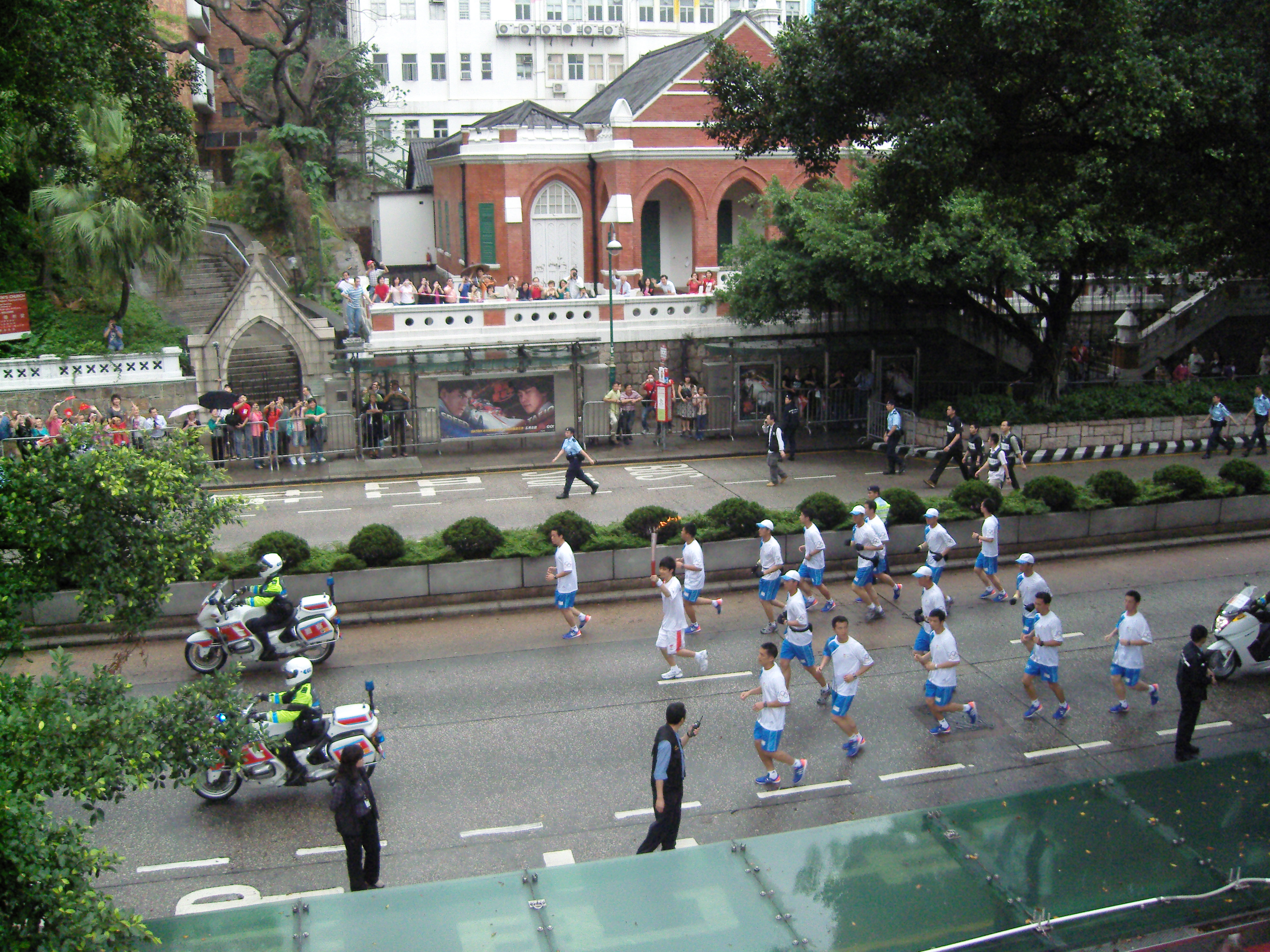
第8位火炬手古巨基在彌敦道傳送聖火

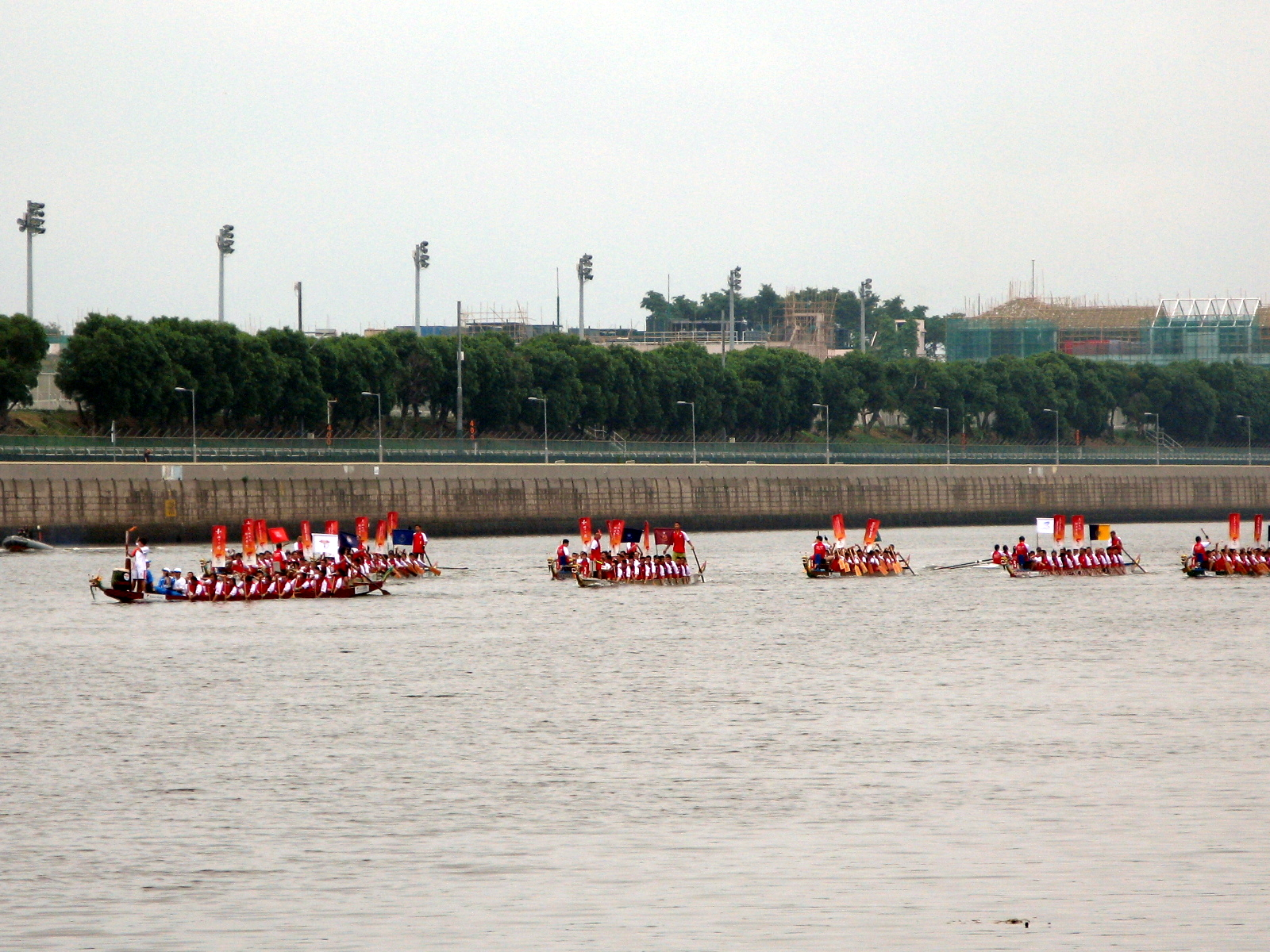
香港區火炬接力首次利用龍舟傳遞聖火

  - 香港文化中心、梳士巴利道、彌敦道（北行）、柯士甸道
- 路段2：青嶼幹線
  - 青嶼幹線收費廣場、汲水門大橋、青馬大橋、青嶼幹線訪客中心
- 路段3A：沙田社區
  - 沙燕橋（沙田鄉事會路）、沙田圍路、小瀝源路、大涌橋路、安景街、石門龍舟訓練中心
  - 以龍舟跨越城門河，沙田賽艇中心上岸
- 路段3B：沙田馬場
  - 香港體育學院（馬術比賽場地）
  - 沙田馬場跑道（除跑步外，也有坐高球車及騎馬接力）
- 路段4：星光大道
  - 紅磡繞道、尖沙咀海濱花園、香港星光大道、九龍公眾碼頭（三號）
- 路段5：維多利亞港海面（「天后號」）
  - 九龍公眾碼頭至中環政府碼頭
- 路段6：中環及灣仔
  - 中環政府碼頭、民輝街、民光街、民耀街、康樂廣場、昃臣道、遮打道
  - 美利道、金鐘道
  - 軒尼詩道、菲林明道、博覽道東、博覽道中、博覽道、博覽海濱花園、金紫荊廣場

以下路段出現於初步建議，但最後取消：
- 沙田
  - 沙田運動場、源禾路
- 九龍
  - 窩打老道、彌敦道（南行）
- 香港島
  - 紅棉路、香港公園奧林匹克廣場、法院道、正義道
  - 馬師道、鴻興道、會議道

## 火炬手名單

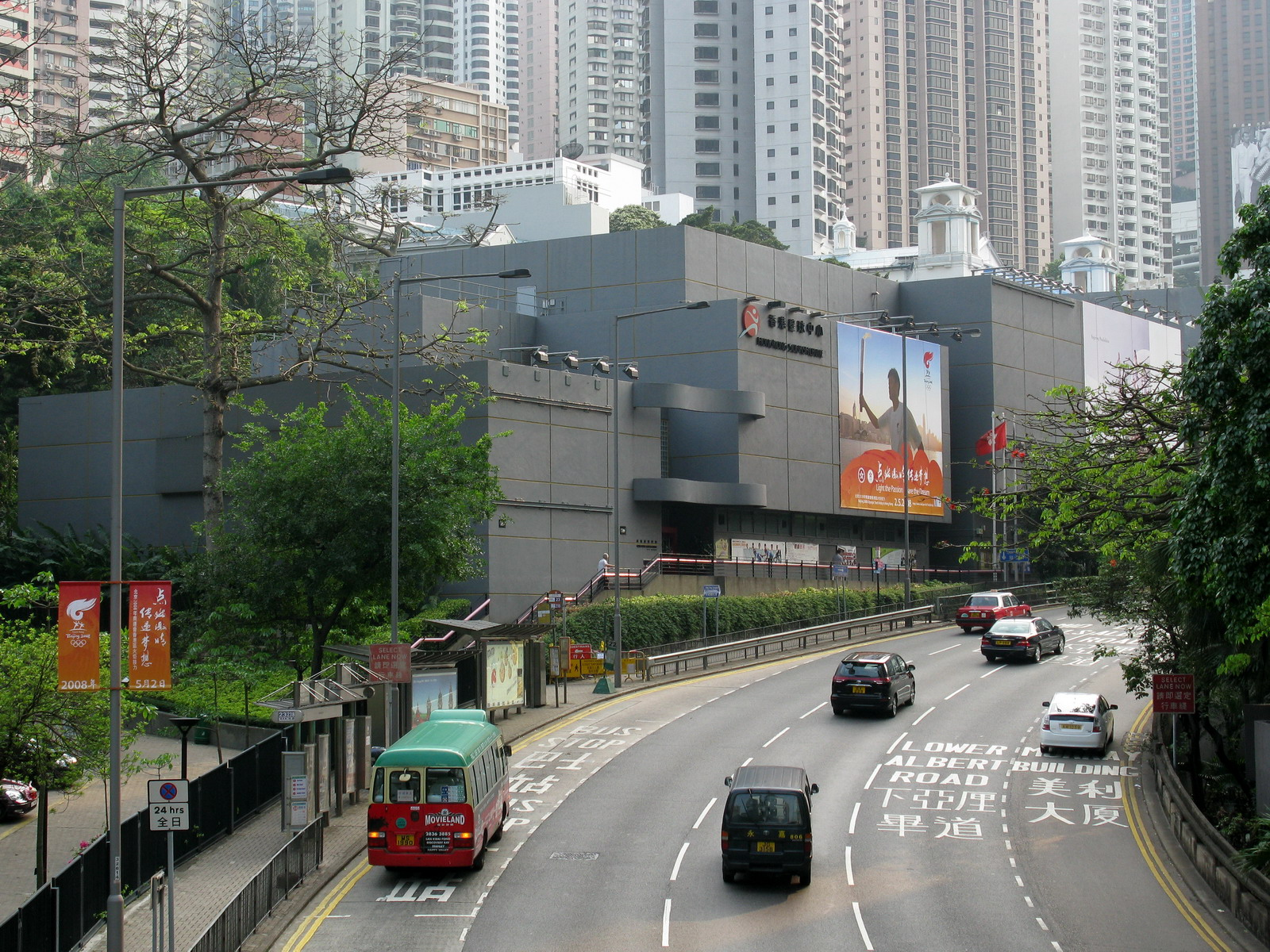
火炬接力宣傳海報在香港各區展示，圖為香港壁球中心

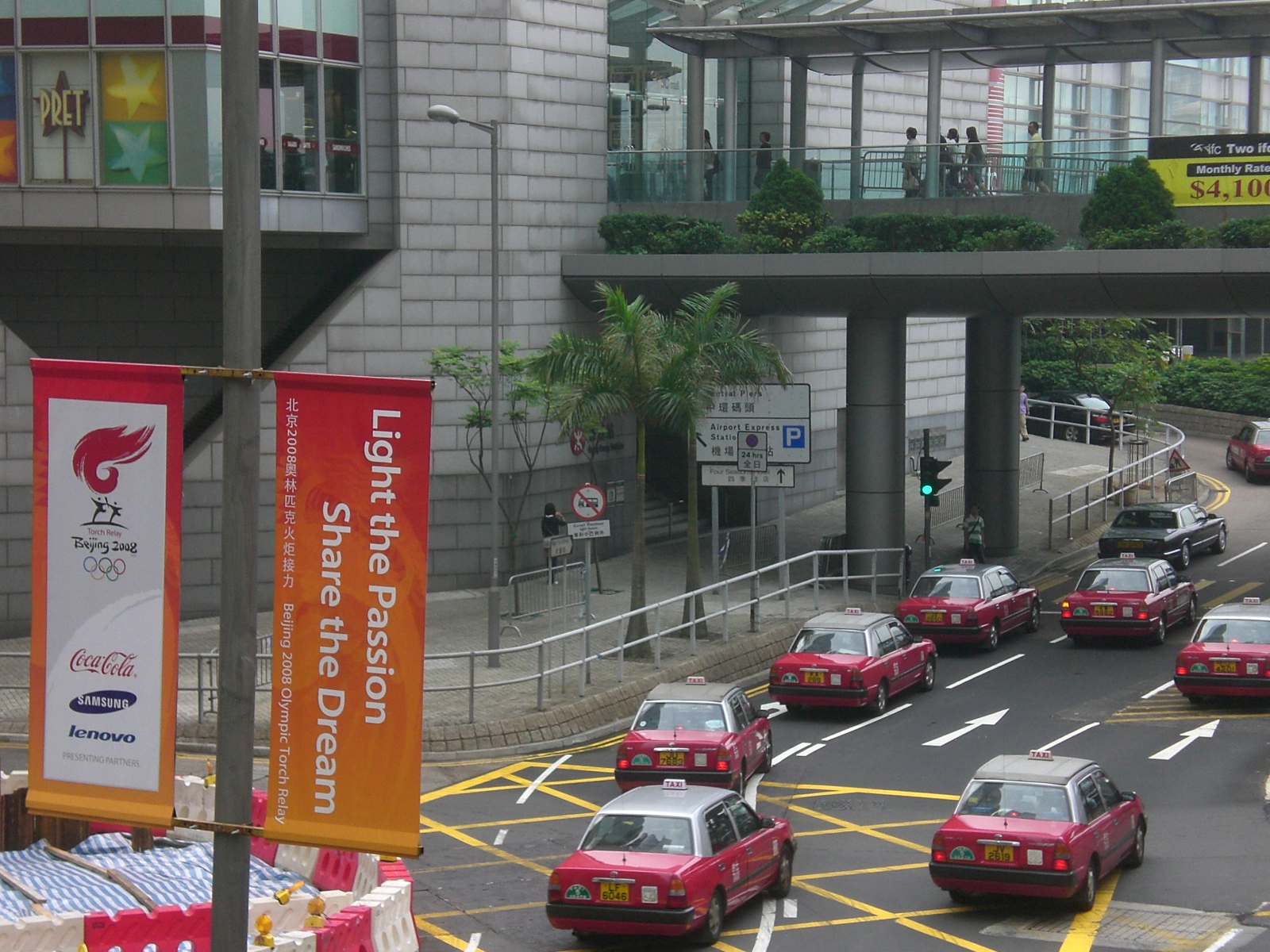
左邊宣傳標語印有官方三位贊助商：可口可樂、三星、聯想（由上至下）

香港火炬手大部份為香港市民，名單有120人，在當日前受到保密處理。當時盛傳政界人士曾蔭權、唐英年及曾憲梓也入圍當火炬手，但在公眾的壓力下，曾蔭權及唐英年均願意讓出火炬手的位置予運動員。
名單於4月29日官方公布。知名火炬手包括李麗珊、黃金寶、王晨、葉姵延、李靜、高禮澤、蔡曉慧、鄭禮騫、陳潤韜、趙頌熙、李剛、曾憲梓、汪明荃、陳志雲、李澤鉅、李家傑、何超瓊、郭炳江、朱經武、吳清輝、葉詠詩、吳小莉、范徐麗泰、鍾建民、崔康常、陳祖澤、張學友、劉德華、古巨基、陳奕迅、陳慧琳、方力申、陳易希等共120位。
這120名火炬手當中，其中由火炬手遴選委員會提名84名，贊助商提名（可口可樂、三星、聯想）24名，北京奧組委提名12名。惟官方未有公佈個別火炬手的提名是由以上哪個機構推舉。

### 對火炬手名單之質疑
中國香港體育協會暨奧林匹克委員會於2008年4月29日宣佈火炬手名單，其中包括行政會議召集人梁振英、人大前常委曾憲梓、多名商界人士及若干親中政黨區議員。雖然港協暨奧委會會長霍震霆稱名單是「社會的縮影」，並表示希望社會接受，但不少學者及政界人士仍批評火炬手名單是向商界及親中人士利益輸送、“政治分贓”。批評者還認爲，很多本港傑出運動員，如車菊紅、洪松蔭、張偉良、胡國雄與李健和均告落選，反而許多在香港不知名的人物成功獲選，如多名親中區議員以及由北京奧組委提名的2007年中華小姐、僅來過香港兩次的曾光。香港中文大學政治及行政學系高級導師蔡子強批評，此舉有如國慶活動，令火炬傳遞成為「親中陣營的分餅仔遊戲」。傳媒人梁文道批評火炬手名單“令人憤怒齒冷”“滿佈親中權貴”“酬庸氣味濃得中人欲嘔”、提名火炬手過程黑箱作業，他認爲無論外國還是中國大陸，火炬手名單都不乏平民，而香港“天水圍窮苦街坊、SARS疫潮的康復者，以及殉職公務員的家屬”、多名本地傑出運動員紛紛落選，港府在處理此問題上甚至不如内地城市。身兼職工盟主席的立法會議員李卓人更批評火炬手遴選制度為「政治分贓」。

## 路段及火炬手詳情
圖例：
- ★ 由可口可樂提名（共8名，已知7名）
- ◆ 由三星提名（共8名）
- ▲ 由聯想提名（共8名，已知7名）
- ◎ 由北京奧組委提名（共12名）
- 未有圖示的均是由火炬手遴選委員會提名（共84名），或未能確認（2名）

### 路段1：尖沙咀

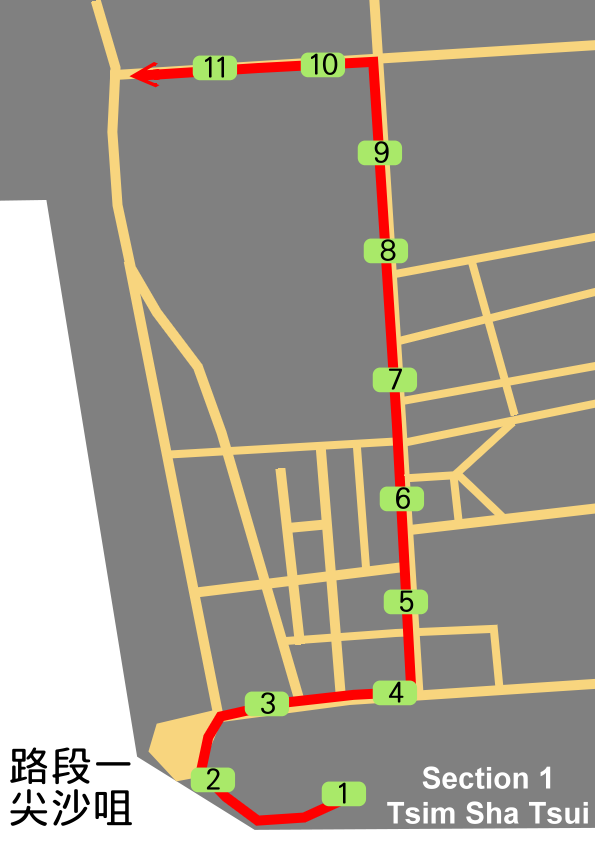
路段1路線圖

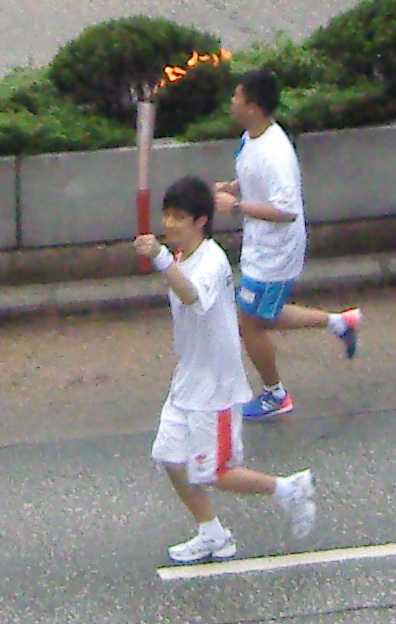
第8棒火炬手：古巨基

| 次序 | 火炬手  | 職業             | 簡介                                                                           |
| ---- | ------- | ---------------- | ------------------------------------------------------------------------------ |
| 1    | 李麗珊  | 退役運動員       | 前滑浪風帆運動員，於1996年夏季奧林匹克運動會滑浪風帆比賽中取得香港首面奧運金牌 |
| 2    | 李 靜   | 運動員           | 乒乓球運動員，於2004年夏季奧林匹克運動會乒乓球比賽與高禮澤取得男子雙打銀牌。   |
| 3    | 高禮澤  | 運動員           | 乒乓球運動員，於2004年夏季奧林匹克運動會乒乓球比賽與李靜取得男子雙打銀牌。     |
| 4    | 劉德華◎ | 藝人             | 香港演員兼歌手、1999年度香港十大傑出青年、2000年度世界傑出青年                 |
| 5    | 葉姵延★ | 運動員           | 羽毛球運動員                                                                   |
| 6    | 方力申  | 退役運動員、藝人 | 歌手、前游泳運動員                                                             |
| 7    | 陳慧琳◆ | 藝人             | 歌手、2002年度香港十大傑出青年、2004年度世界傑出青年                           |
| 8    | 古巨基▲ | 藝人             | 歌手、2005年度香港十大傑出青年                                                 |
| 9    | 趙詠賢  | 運動員           | 壁球運動員                                                                     |
| 10   | 余翠怡  | 運動員、學生     | 輪椅劍擊運動員                                                                 |
| 11   | 陳少棠  | 區議員           | 全港運動會油尖旺區羽毛球領隊、香港網球總會發展委員會委員                       |

### 路段2：青馬大橋

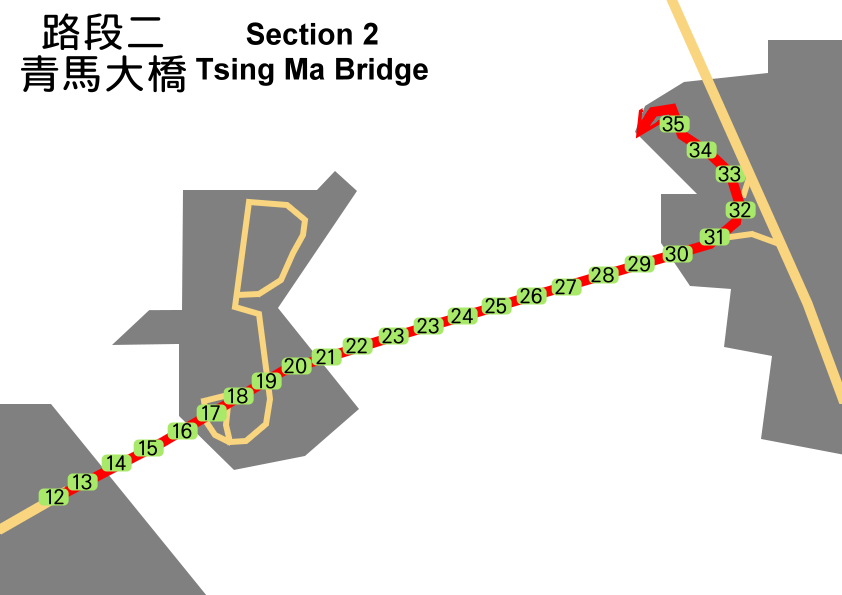
路段2路線圖

| 次序 | 火炬手  | 職業               | 簡介                                                                                                   |
| ---- | ------- | ------------------ | --- |
| 12   | 蔣偉洪  | 運動員             | 田徑運動員                                                                                             |
| 13   | 杜宇航  | 運動員             | 武術運動員                                                                                             |
| 14   | 陳志豪  | 工程師             | 工程師學會及香港仲裁司學會會員                                                                         |
| 15   | 余慶龍  | 運動員、學生       | 排球運動員                                                                                             |
| 16   | 曾慶鴻  | 運動員、警員       | 欖球運動員                                                                                             |
| 17   | 譚偉洋  | 運動員、學生、教師 | 籃球運動員、香港浸會大學學生、現職可立中學教師                                                         |
| 18   | 姚俊勤★ | 學生               | 香港中文大學 保險、財務與精算學系學生， 曾任香港聖約翰救傷隊隊長及 中大羽毛球校隊成員                  |
| 19   | 陳崇業  | 區議員             | 荃灣區議員、馬灣鄉事委員會主席                                                                         |
| 20   | 黃景輝◆ | 公司行政總裁       | 和記電訊（香港）有限公司行政總裁                                                                       |
| 21   | 梁振英  | 行政會議召集人     | 香港特別行政區行政會議召集人、 全國政協常委、香港專業聯盟主席                                          |
| 22   | 陳志雲▲ | 總經理             | 電視廣播有限公司電視廣播業務總經理                                                                     |
| 23   | 王 輝   | 運動員、技術員     | 射擊運動員                                                                                             |
| 24   | 麥素寧  | 運動員             | 三項鐵人運動員                                                                                         |
| 25   | 李澤鉅  | 地產公司副主席     | 長江實業（集團）有限公司副主席及董事總經理                                                             |
| 26   | 陳文彥◎ | 社團副主席         | 香港青年協進會副主席、 香港民生民主動力基金會總幹事                                                    |
| 27   | 何淑婷  | 中學教師           | 裘錦秋中學 (葵涌)教師、前籃球運動員                                                                    |
| 28   | 陳廣裕  | 運動員、中學教師   | 沙田培英中學教師、手球運動員                                                                           |
| 29   | 余曉東  | 運動員、學生       | 網球運動員                                                                                             |
| 30   | 張國鈞◎ | 律師               | 青年民建聯主席                                                                                         |
| 31   | 陳潤韜  | 運動員             | 健美運動員                                                                                             |
| 32   | 羅曉鋒  | 運動員             | 划艇運動員                                                                                             |
| 33   | 陳國明  | 運動員             | 桌球運動員                                                                                             |
| 34   | 洪祖杭  | 體育總會會長       | 香港體育舞蹈聯盟會長、 大型體育活動委員會副主席、 全國政協委員。 曾任南華會主席、 康體發展局董事局成員 |
| 35   | 趙頌熙  | 運動員、學生       | 中學生、乒乓球運動員                                                                                   |

### 路段3A：沙田

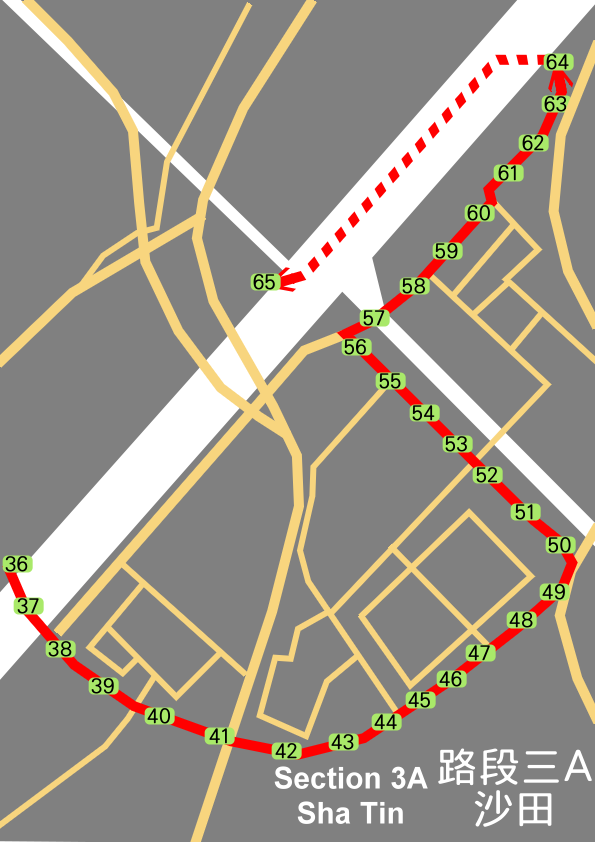
路段3A路線圖

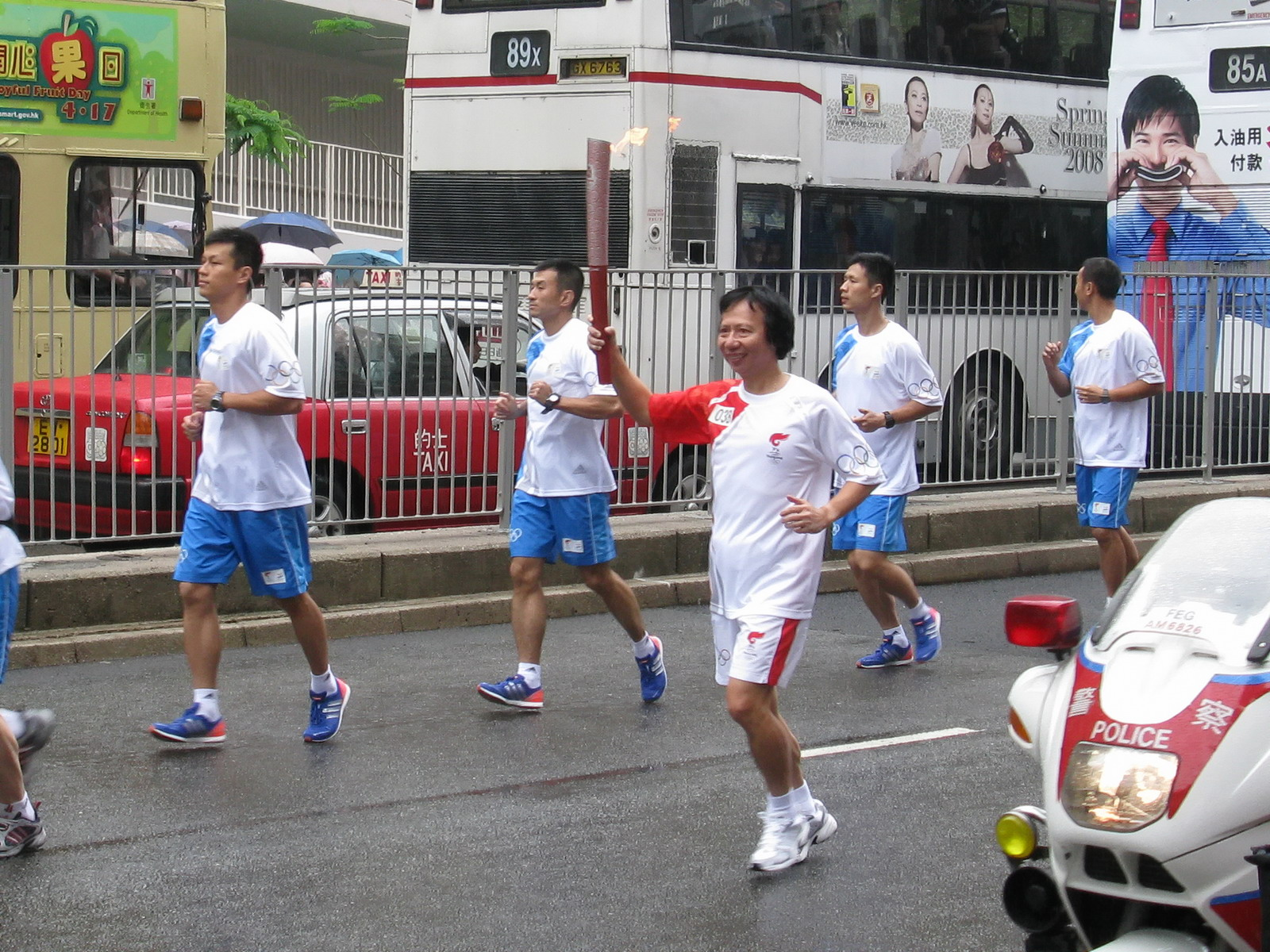
第38位火炬手：郭炳江

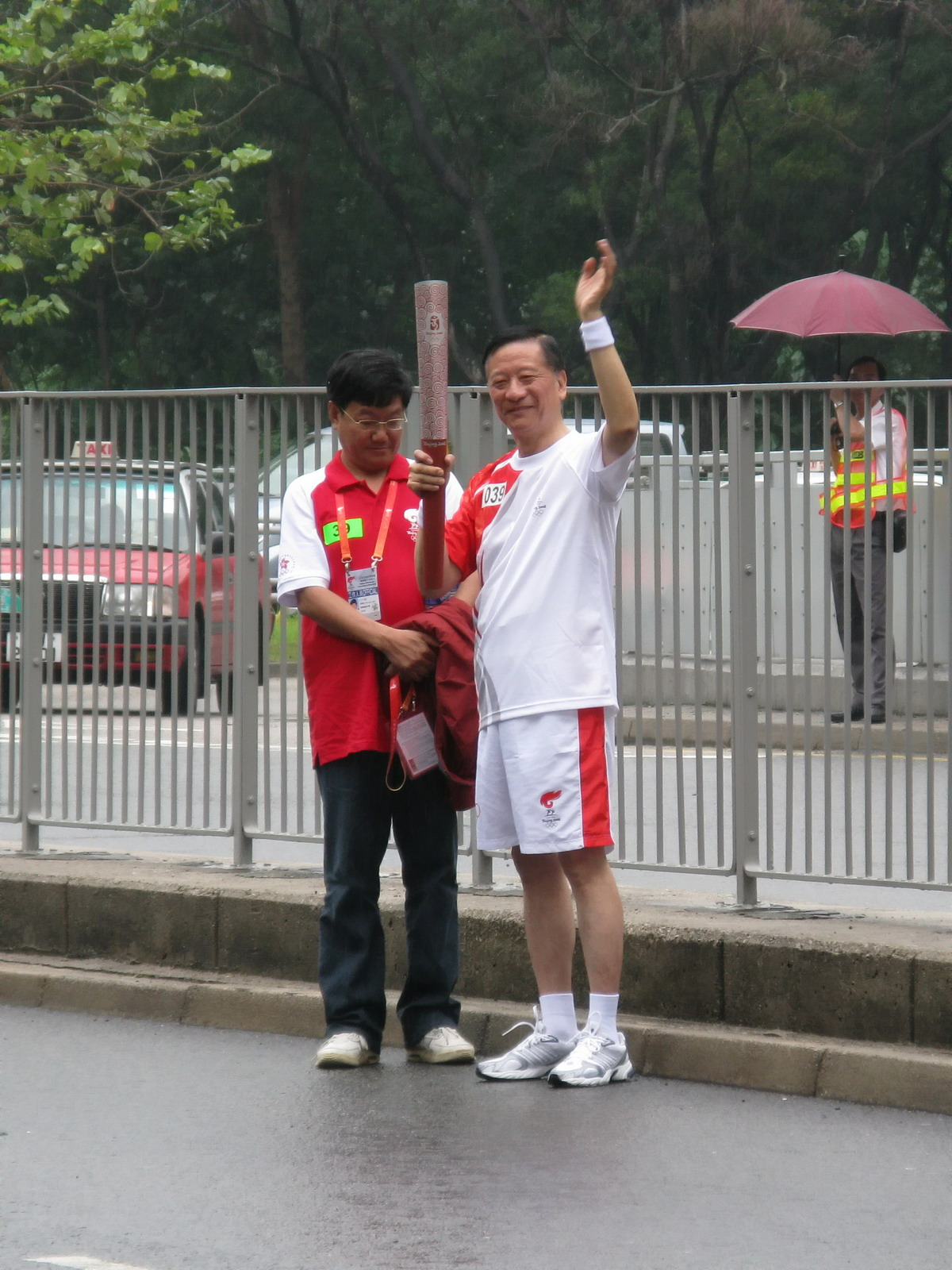
第39位火炬手：吳清輝

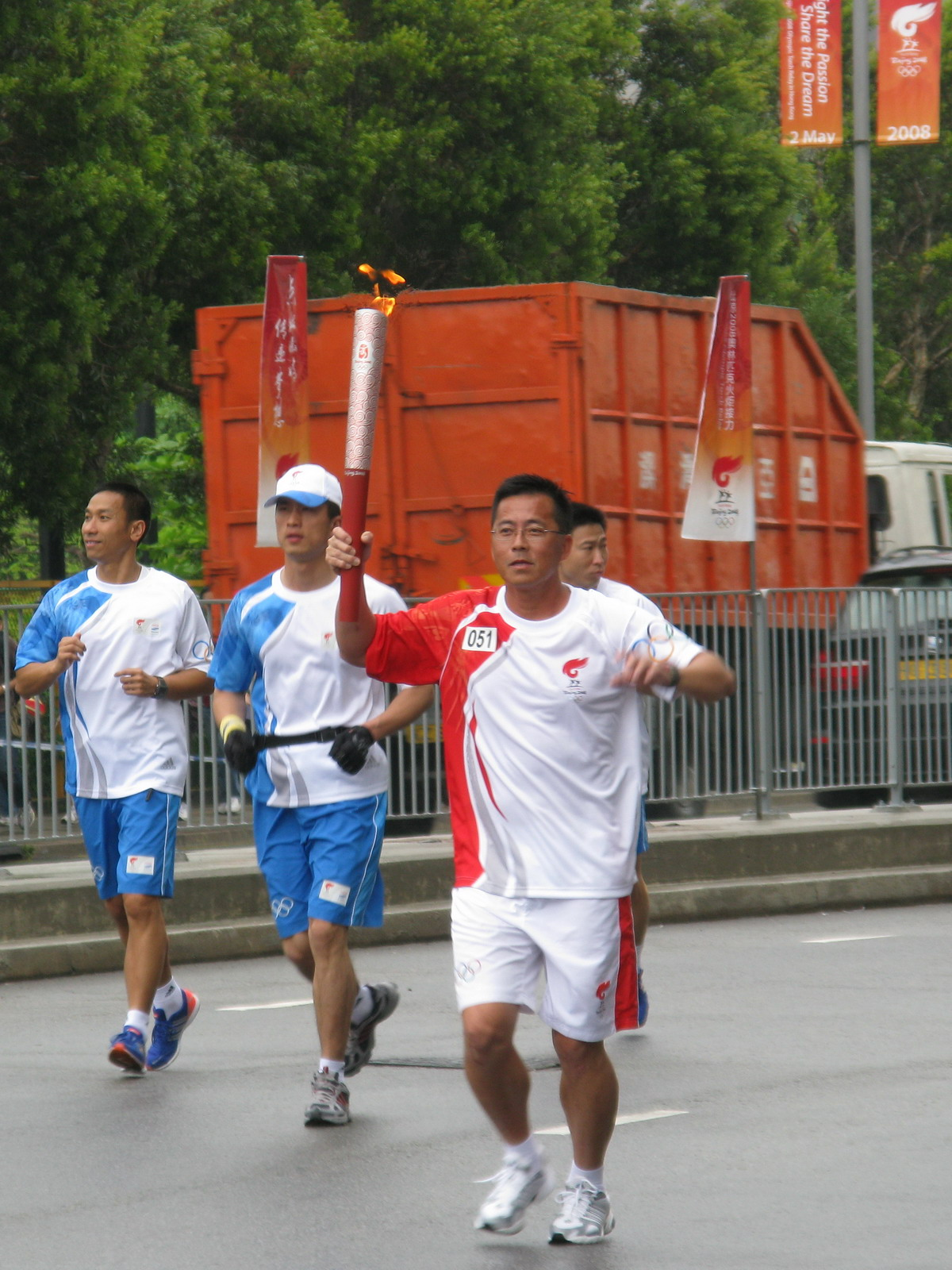
第51位火炬手：馬觀生

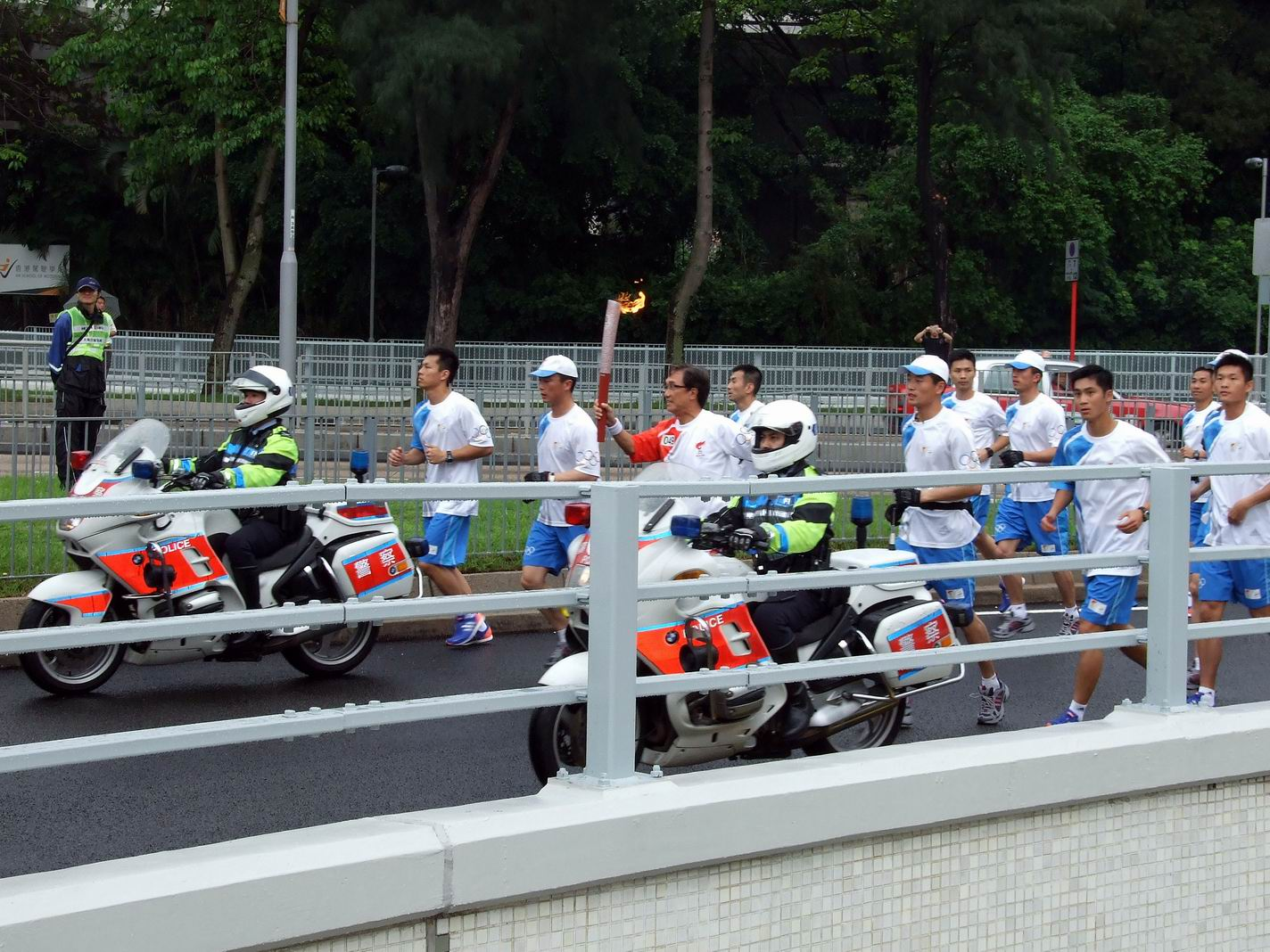
第49位火炬手：郭伯鈞

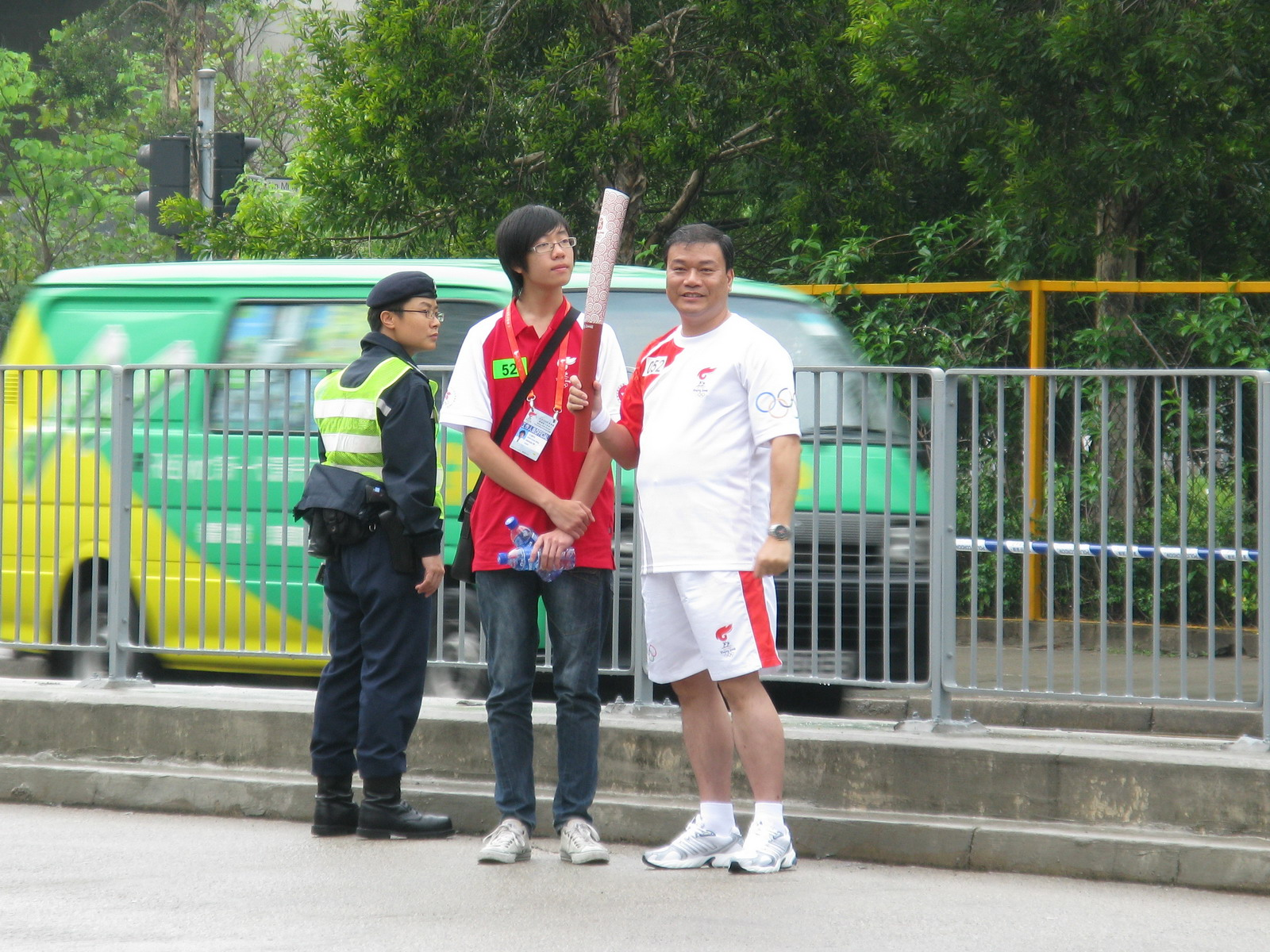
第52位火炬手：陳國華

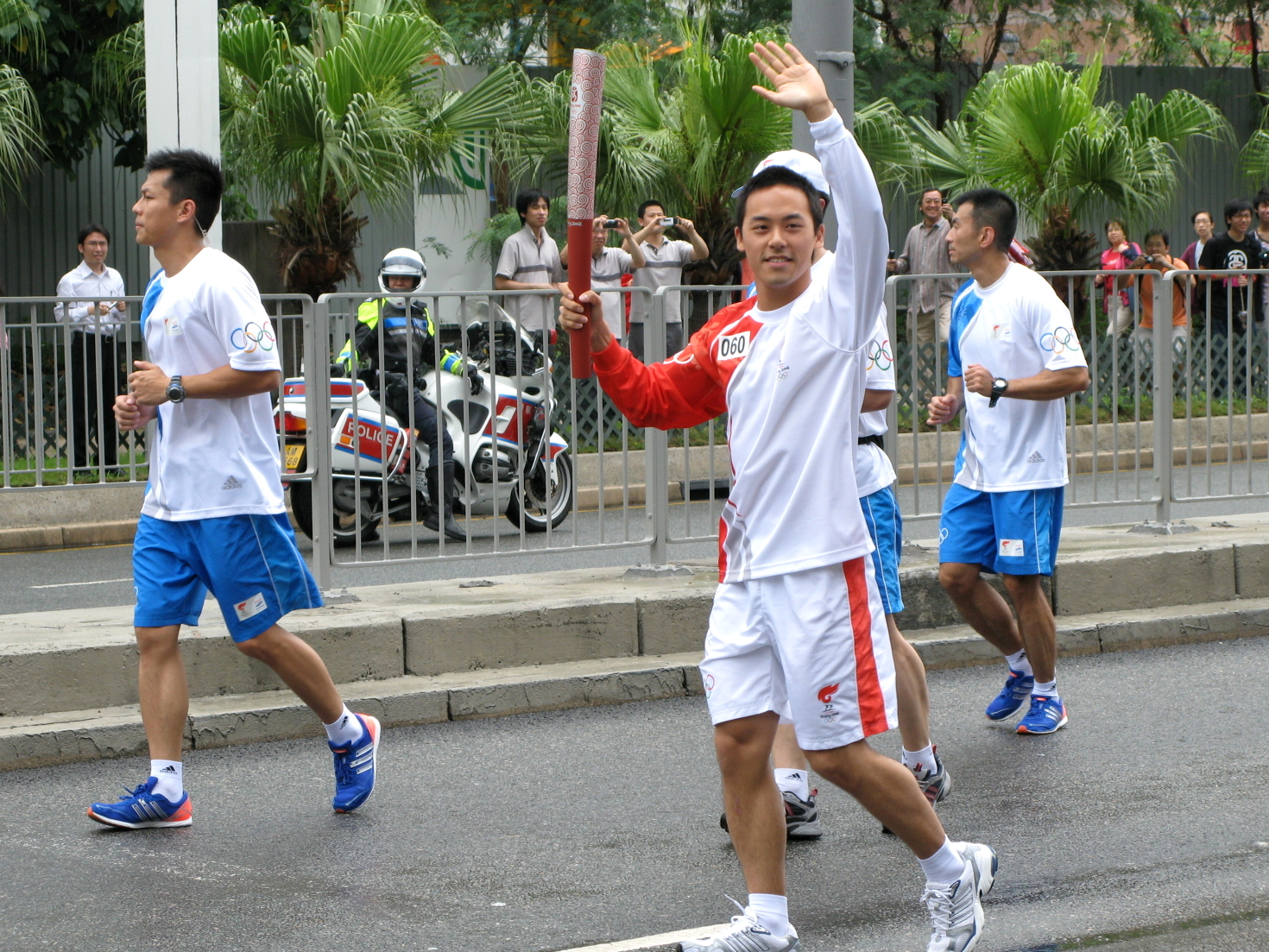
第60位火炬手：余心怡

| 次序 | 火炬手  | 職業               | 簡介 |
| ---- | ------- | ------------------ | --- |
| 36   | 周厚澄  | 荃灣區議會主席     | 特區政府體育委員會委員、 民政事務局社區體育事務委員會主席、新界鄉議局當然執行議員                              |
| 37   | 楊翠玲  | 學生               | 劍擊運動員、香港浸會大學學生                                                                                   |
| 38   | 郭炳江  | 地產公司董事總經理 | 新鴻基集團副主席兼董事總經理                                                                                   |
| 39   | 吳清輝  | 大學校長           | 香港浸會大學校長                                                                                               |
| 40   | 鄭玉嫻  | 運動員、學生       | 劍擊運動員、香港浸會大學學生                                                                                   |
| 41   | 施懿庭◆ | 公司主席           | 耀科國際（控股）有限公司主席（因航班延誤缺席）                                                                 |
| 42   | 林家名▲ | 電腦公司總裁       | 新龍國際集團有限公司總裁                                                                                       |
| 43   | 江澤峰  | 中學生             | 代表香港參加2006年 及2007年度澳港學界埠際手球比賽，奪得冠軍                                                    |
| 44   | 梁兆燾▲ | 商業顧問           | IBM環球商業服務顧問                                                                                            |
| 45   | 林順潮  | 大學系主任         | 中大眼科及視覺學系主任                                                                                         |
| 46   | 林大輝  | 中學校監           | 曾任香港甲組足球聯賽球會流浪及愉園班主多年， 現任中國香港手球總會會長及董事會主席、 林大輝中學校監兼校董會主席 |
| 47   | 戴希恩★ | 醫生               | 現職醫生，曾為學校田徑隊隊長                                                                                   |
| 48   | 樊德明★ | 公司經理           | 可口可樂有限公司經理                                                                                           |
| 49   | 郭伯鈞  | 集團行政總裁       | 牛奶公司集團行政總裁                                                                                           |
| 50   | 曾憲梓◎ | 集團主席           | 前全國人大常委、金利來集團主席、北京2008年奧運會申辦委員會顧問。 是香港唯一坐輪椅的火炬手                      |
| 51   | 馬觀生  | 龍舟教練           | 西貢龍舟隊隊員、西貢社區中心青少年龍舟隊義務教練                                                               |
| 52   | 陳國華  | 區議員             | 觀塘區議員 |
| 53   | 崔康常  | 專上學院院長       | 校長 |
| 54   | 陳易希  | 大學生             | 香港科技大學學生、小發明家                                                                                     |
| 55   | 林向陽▲ | 公司總經理         | 微軟香港總經理                                                                                                 |
| 56   | 李穎詩  | 商業顧問           | 前游泳運動員                                                                                                   |
| 57   | 陳旭智  | 運動員             | 足球運動員 |
| 58   | 黃金池  | 區議員             | 黃大仙區區議員                                                                                                 |
| 59   | 曾 光◎  | 學生               | 西安外國語大學學生、2007年中華小姐環球大賽總冠軍                                                               |
| 60   | 余心怡  | 運動員、督察       | 單車運動員 |
| 61   | 阮元健  | 中學教師           | 聖若瑟英文中學教師，前香港青年代表隊運動員                                                                     |
| 62   | 鄭禮騫  | 運動員             | 足球運動員 |
| 63   | 溫健儀  | 運動員             | 田徑運動員 |
| 64   | 施幸余  | 運動員、學生       | 游泳運動員 乘坐龍舟跨越城門河                                                                                  |

### 路段3B：沙田馬場

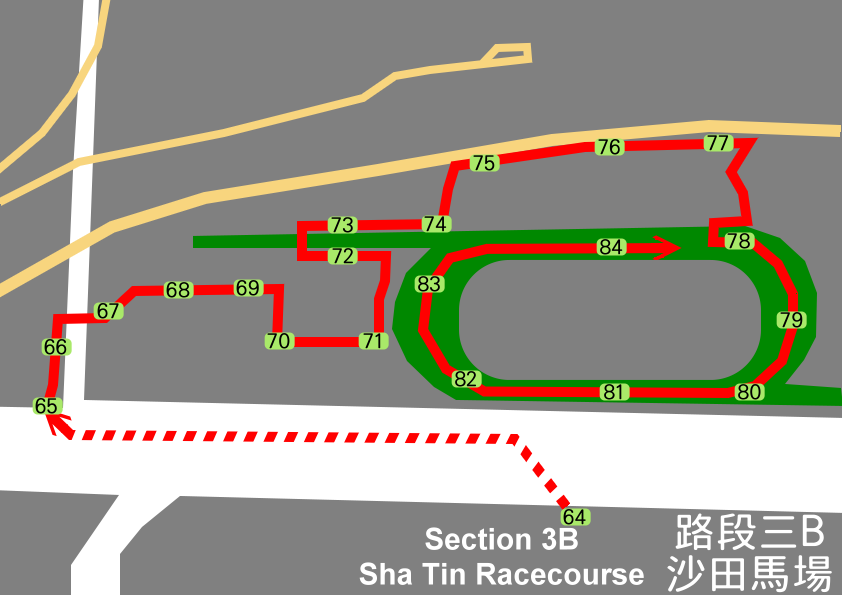
路段3B路線圖

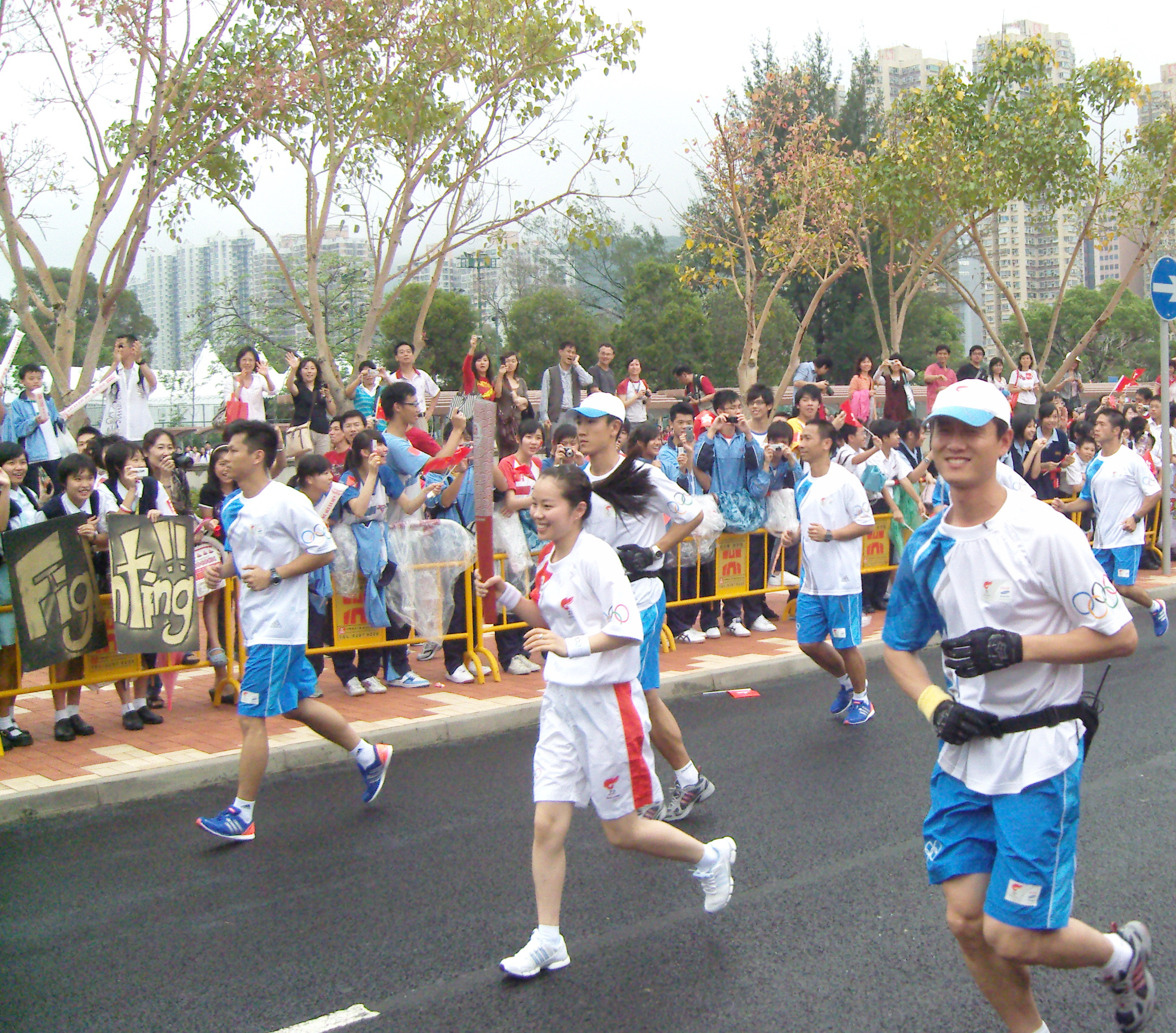
第65位火炬手：帖雅娜

| 次序 | 火炬手  | 職業                     | 簡介                                                              |
| ---- | ------- | ------------------------ | ----------------------------------------------------------------- |
| 65   | 帖雅娜  | 運動員                   | 乒乓球運動員                                                      |
| 66   | 官惠慈  | 運動員                   | 羽毛球運動員                                                      |
| 67   | 沙飛露  | 運動員                   | 曲棍球運動員                                                      |
| 68   | 李家傑  | 地產公司副主席           | 恆基兆業地產公司副主席                                            |
| 69   | 丘莉莉  | 運動員                   | 馬術運動員                                                        |
| 70   | 葉錫安  | 體育總會主席             | 香港馬術總會主席                                                  |
| 71   | 何劍暉  | 退役運動員               | 前划艇運動員                                                      |
| 72   | 林德坤★ | 學生                     | 失去右手的傷殘羽毛球隊隊員                                        |
| 73   | 麥珮軒  | 運動員                   | 壁球運動員                                                        |
| 74   | 鄭家豪  | 退役運動員               | 前武術運動員                                                      |
| 75   | 李惠光▲ | 科技事務執行總監         | 香港賽馬會資訊科技事務執行總監                                    |
| 76   | 艾維朗◆ | 集團董事總經理           | 電訊盈科集團董事總經理                                            |
| 77   | 朱經武  | 大學校長                 | 香港科技大學校長                                                  |
| 78   | 陳祖澤  | 香港賽馬會主席           | 載通國際董事長 原定乘仿古馬車接力，最後改乘高球車                 |
| 79   | 蘇樺偉  | 運動員                   | 傷殘田徑運動員                                                    |
| 80   | 葉少康◆ | 公司首席執行官、運動員   | 傷殘馬術運動員 騎馬接力                                           |
| 81   | 利子厚  | 香港賽馬會董事           | 第29屆奧林匹克運動會馬術比賽（香港）有限公司董事及香港賽馬會董事  |
| 82   | 鄭雨滇  | 騎師                     | 香港賽馬會現役騎師 騎馬接力                                       |
| 83   | 陳念慈  | 退役運動員、騎師學校校長 | 前羽毛球運動員， 現任香港賽馬會賽馬人才發展經理及見習騎師學校校長 |
| 84   | 鄭文傑  | 運動員、學生             | 馬術運動員 騎馬接力                                               |

### 路段4：紅磡繞道、尖沙咀海濱花園、星光大道及九龍公眾碼頭

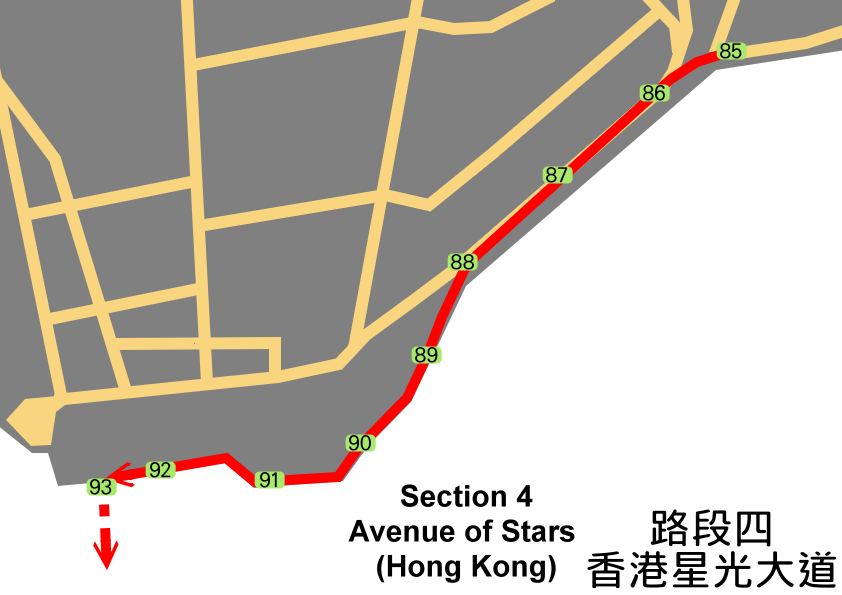
路段4路線圖

| 次序 | 火炬手   | 職業         | 簡介                                                |
| ---- | -------- | ------------ | --------------------------------------------------- |
| 85   | 李嘉文   | 運動員       | 划艇運動員                                          |
| 86   | 石偉雄   | 學生         | 天主教新民書院學生、體操運動員                      |
| 87   | 劉靳麗娟 | 中學校長     | 香港中學體育理事會主席、拔萃女書院校長              |
| 88   | 汪明荃   | 藝人         | 八和會館主席、全國政協委員、資深電視藝員            |
| 89   | 李奇光★  | 大學生       | 香港大學李嘉誠醫學院學生 香港大學學生會空手道會主席 |
| 90   | 李 剛◎   | 中聯辦副主任 | 中央人民政府駐香港特別行政區聯絡辦公室副主任        |
| 91   | 金炳昱◆  | 董事長       | 三星電子香港有限公司董事長                          |
| 92   | 黃建恆▲  | 集團總經理   | 聯想香港及台灣區總經理                              |

### 路段5：維多利亞港海面「天后號」

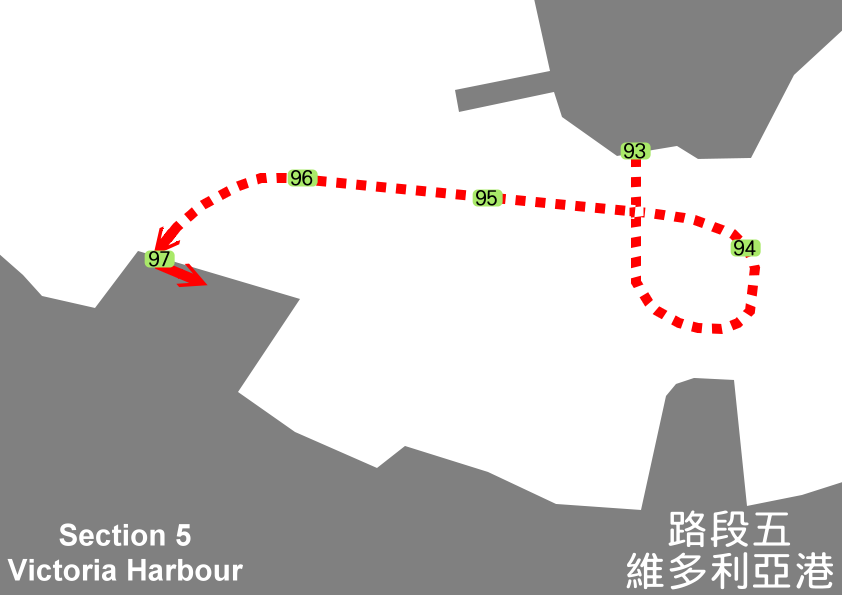
路段5路線圖

| 次序 | 火炬手  | 職業       | 簡介                   |
| ---- | ------- | ---------- | ---------------------- |
| 93   | 吳家樂  | 退役運動員 | 前划艇及游泳運動員     |
| 94   | 阮維新◆ | 懲教主任   | 懲教署高級懲教主任     |
| 95   | 梁嘉銘◎ | 社團理事   | 新界社團聯會理事       |
| 96   | 葉詠詩  | 音樂家     | 香港小交響樂團音樂總監 |

### 路段6：中環及灣仔

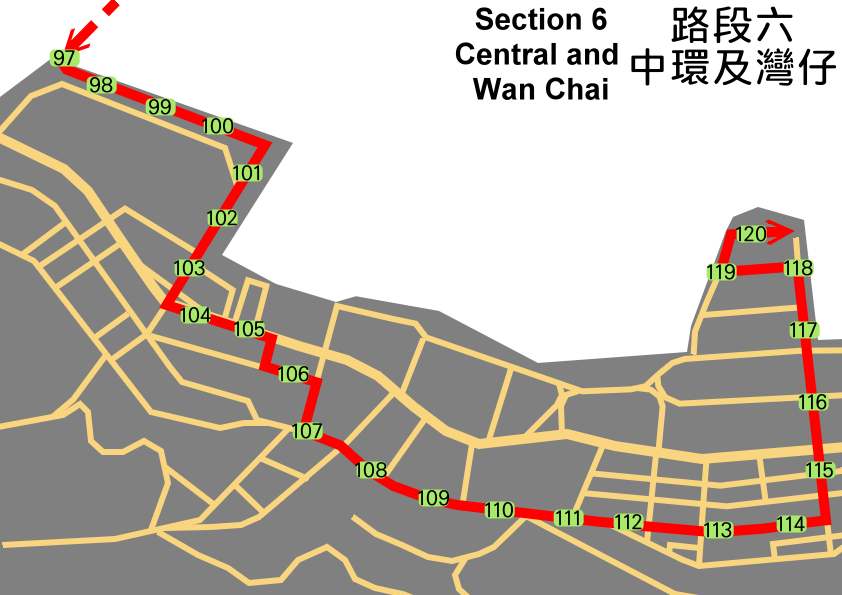
路段6路線圖

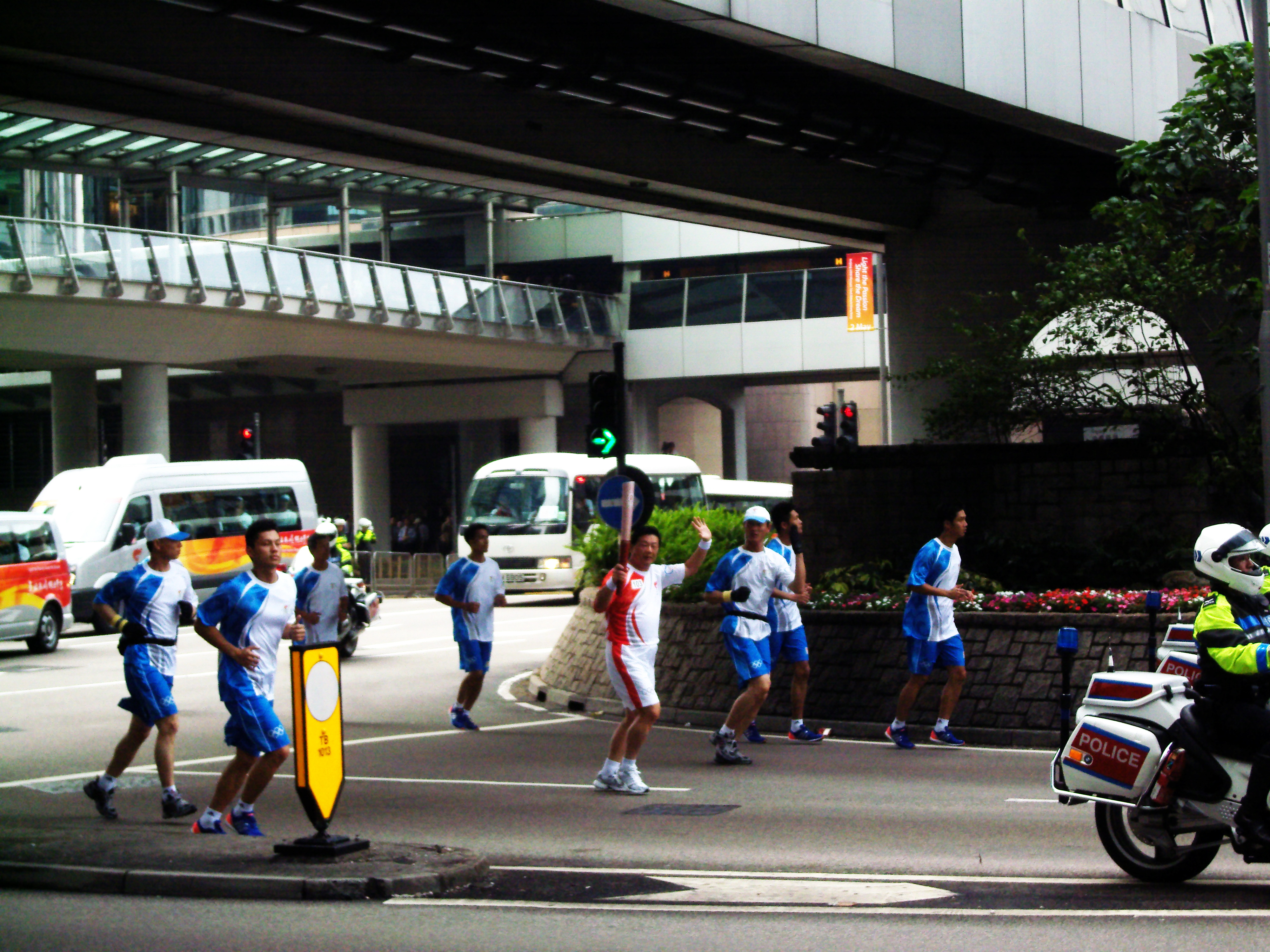
第103位火炬手：胡曉明

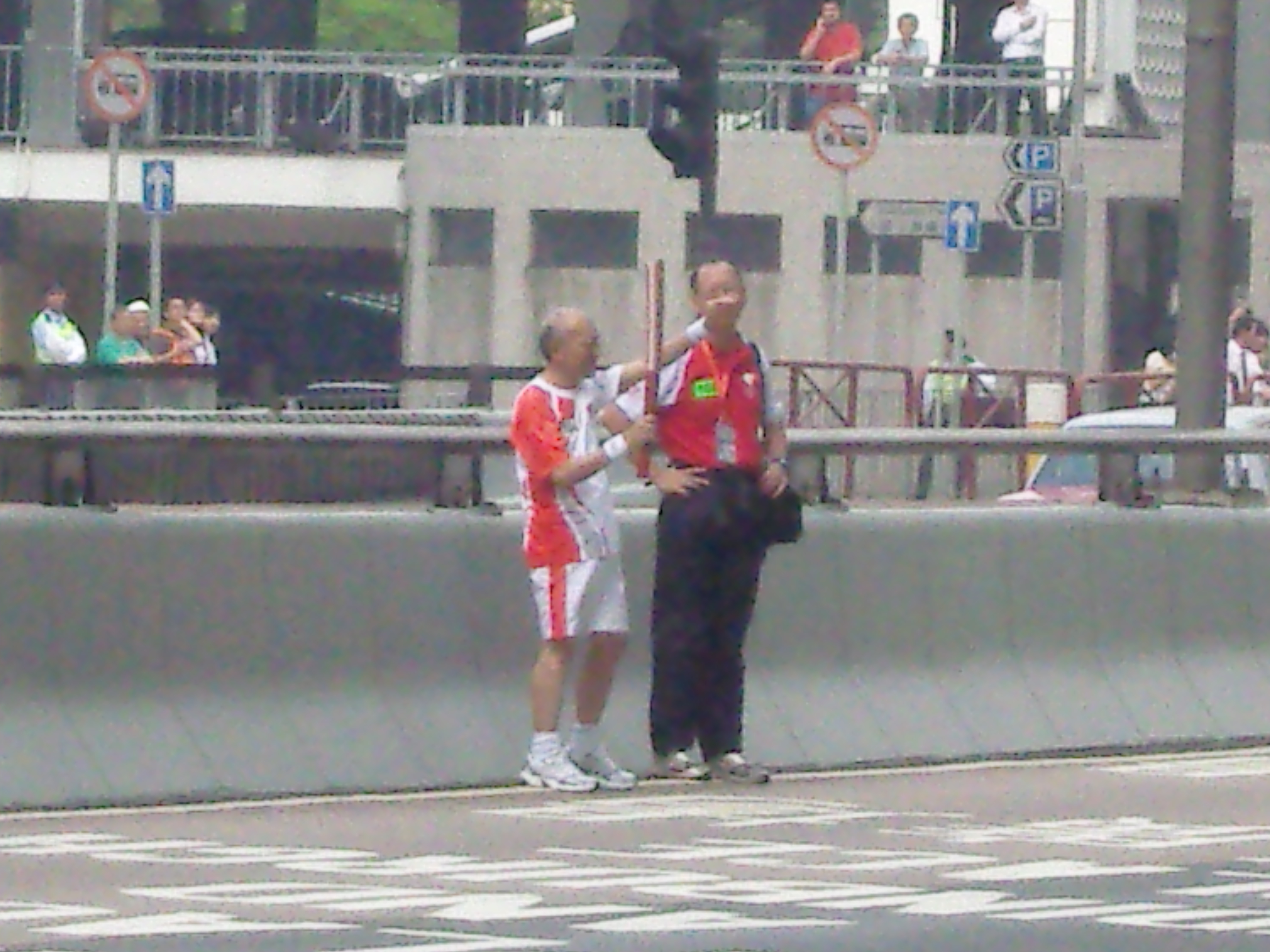
第104位火炬手：馮錫江

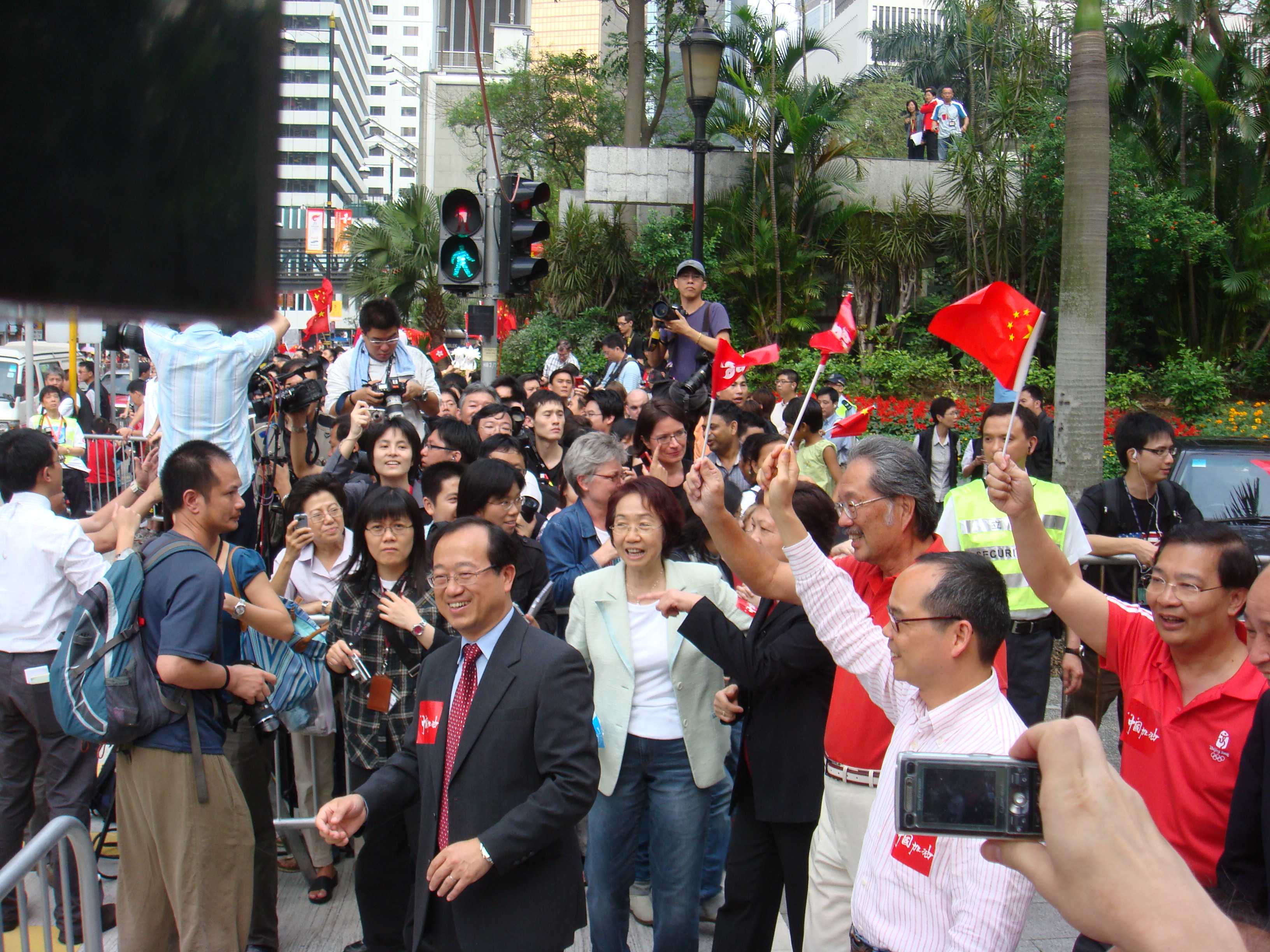
部份立法會議員在外迎接第105棒的立法會主席范徐麗泰

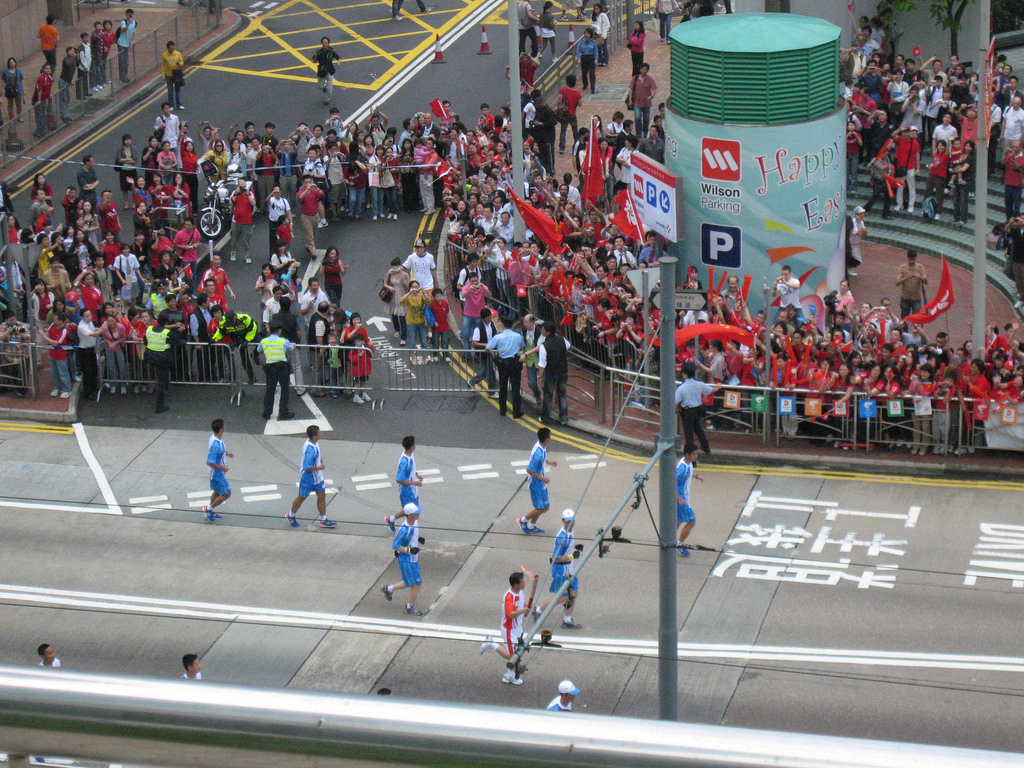
馬路上的火炬手為第109棒鍾建民，路旁為圍觀的市民

| 次序 | 火炬手   | 職業                                   | 簡介 |
| ---- | -------- | -------------------------------------- | --- |
| 97   | 李 暉    | 武術教練                               | 前武術運動員 |
| 98   | 李國華   | 農業從業員                             | 離島區體育會副主席、梅窩體育會主席                                                                              |
| 99   | 許 健◎   | 集團副總裁                             | 大眾汽車集團中國副總裁                                                                                          |
| 100  | 何超瓊   | 芭蕾舞團董事                           | 香港芭蕾舞團董事 香港信德集團有限公司董事總經理                                                                 |
| 101  | 吳小莉◎  | 傳媒人                                 | 鳳凰衛視資訊台副台長兼首席主播                                                                                  |
| 102  | 郭 俊◎   | 社團秘書長                             | 香港理工大學學生、香港青年會理事秘書長 曾於2004年代表香港武術聯會到河南比賽獲得銀獎                             |
| 103  | 胡曉明   | 商人                                   | 大型體育活動事務委員會主席                                                                                      |
| 104  | 馮錫江   | 商人                                   | 前中山大學田徑隊成員                                                                                            |
| 105  | 范徐麗泰 | 立法會主席                             | 全國人大常委、立法會主席                                                                                        |
| 106  | 和廣北◎  | 銀行副董事長兼總裁                     | 中國銀行(香港)有限公司副董事長兼總裁                                                                            |
| 107  | 王敏超   | 退役運動員、企業管理人員               | 前游泳運動員、 中國香港體育協會暨奧林匹克委員會 義務副秘書長、 香港業餘游泳總會義務秘書長 曾三奪渡海泳冠軍      |
| 108  | 馮馬潔嫻 | 香港殘疾人奧委會暨傷殘人士體育協會主席 | 現任香港殘疾人奧委會 暨傷殘人士體育協會主席、香港奧運馬術委員會委員、 香港展能精英運動員基金管理委員會委員      |
| 109  | 鍾建民   | 運動員                                 | 首位完成登上七大洲最高峰及 滑雪步行到南北兩極點的香港登山運動員                                                 |
| 110  | 冼仙舟   | 康體會副主席                           | 南區康樂體育促進會委員及 南區長跑會委員、主席及副主席職位                                                       |
| 111  | 伍雪葵   | 退役運動員                             | 前田徑運動員 |
| 112  | 趙資強   | 區議員                                 | 東區區議員、貨櫃運輸業職工總會主席                                                                              |
| 113  | 陳奕迅◆  | 藝人                                   | 歌手 |
| 114  | 鍾國樑   | 學生                                   | 中學生、游泳運動員                                                                                              |
| 115  | 陳紀新   | 公司業務董事總經理                     | 電訊盈科有限公司個人客戶業務董事總經理                                                                          |
| 116  | 張學友★  | 藝人                                   | 影視藝人及歌手、 美國時代周刊－亞洲最具影響力「五十」人物、 1998年度香港十大傑出青年、 1999年度世界十大傑出青年 |
| 117  | 蔡曉慧   | 運動員、學生                           | 游泳運動員 |
| 118  | 王 晨    | 運動員                                 | 羽毛球運動員 |
| 119  | 霍震霆   | 立法會議員                             | 中國香港體育協會暨奧林匹克委員會會長、 亞奧理事會（東亞區）副會長及國際奧委會委員                               |
| 120  | 黃金寶◎  | 運動員                                 | 單車運動員 |

## 奧運聖火離港

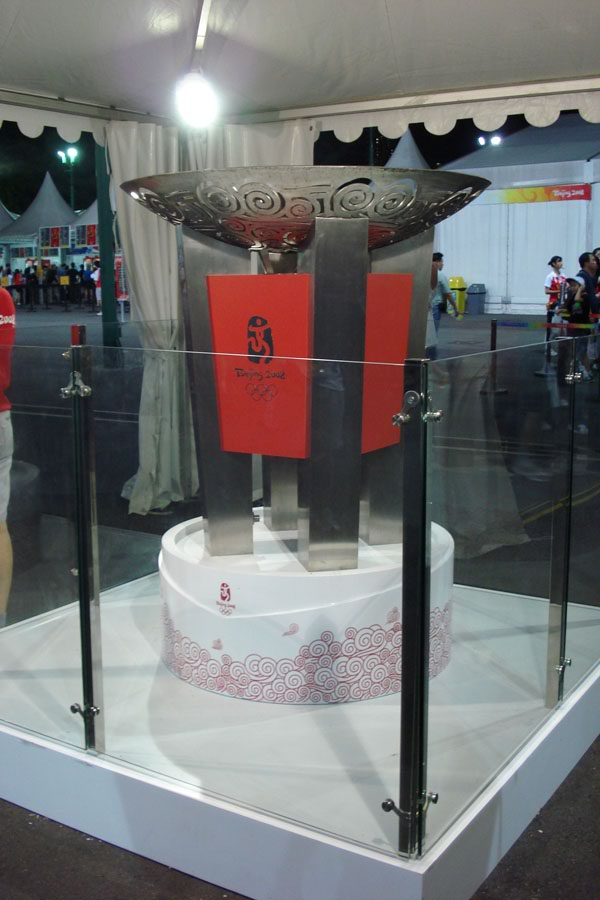
香港區火炬接力使用的聖火盆，放置於香港奧運馬術比賽場地公開展示

下午4時55分，最後一棒火炬手黃金寶順利完成傳遞，點燃位於香港島灣仔金紫荊廣場內的聖火盤。香港區火炬接力閉幕典禮亦於此刻正式開始，由政務司司長唐英年、北京奧組委執行副主席楊樹安、港協暨奧委會主席霍震霆、奧馬公司主席林煥光等擔任主禮嘉賓，各國駐港總領事及全體香港區火炬手等近千名嘉賓出席典禮。楊樹安並代表北京奧組委向香港特區政府致送祥雲火炬及証書。
下午6時，香港區火炬接力閉幕典禮結束，聖火護衛人員從聖火盤中的聖火引燃到火種燈內，然後熄滅聖火盤內的聖火，象徵香港區奧運火炬接力圓滿結束，隨後由護衛人員手持火種燈帶離會場。負責運載奧運聖火的國航「奧運聖火號」專機於晚上9時40分離開香港國際機場，前往下一站澳門。

## 觀看群眾

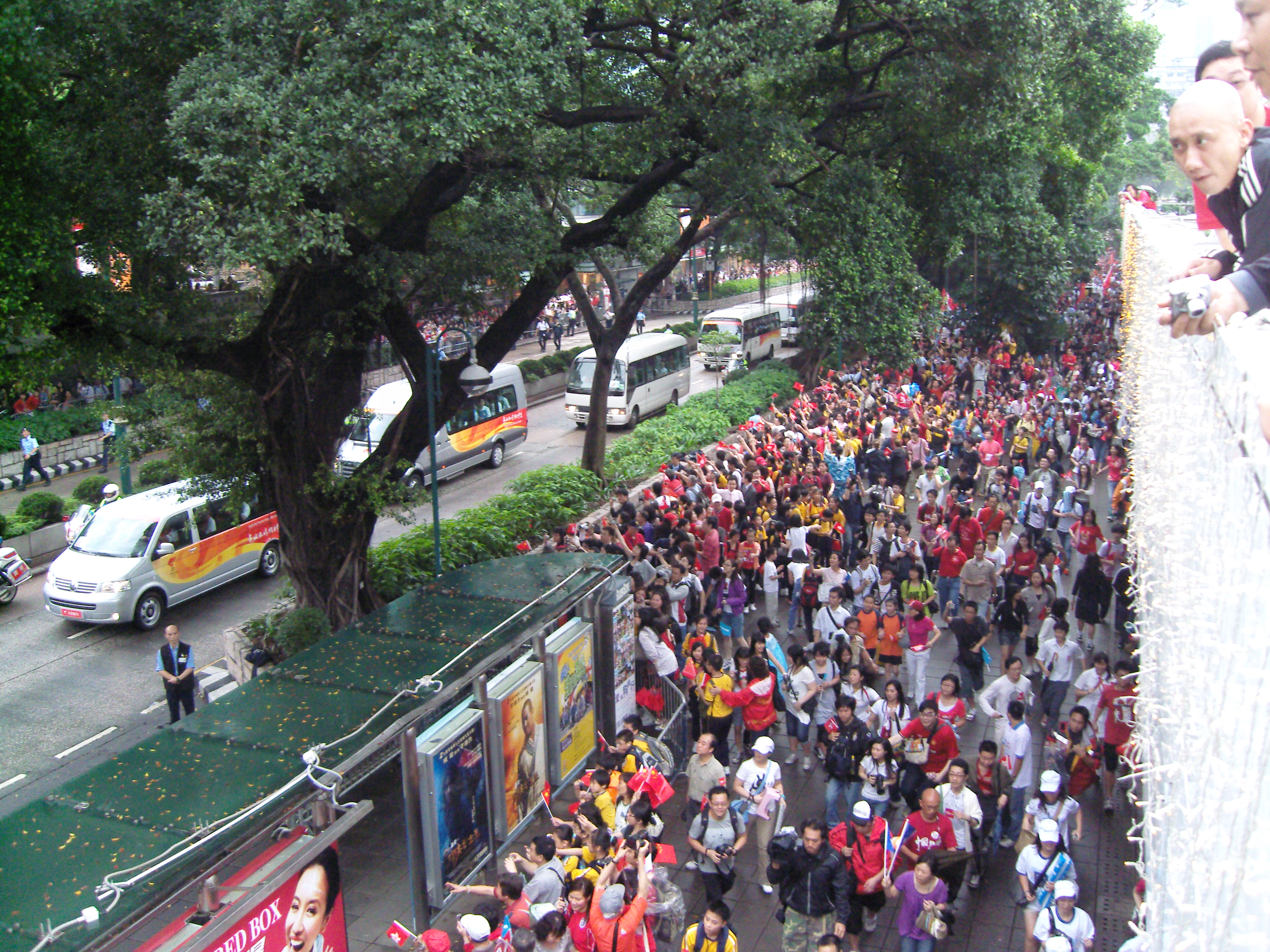
在尖沙咀，觀看火炬接力的群眾擠滿整條柏麗購物大道

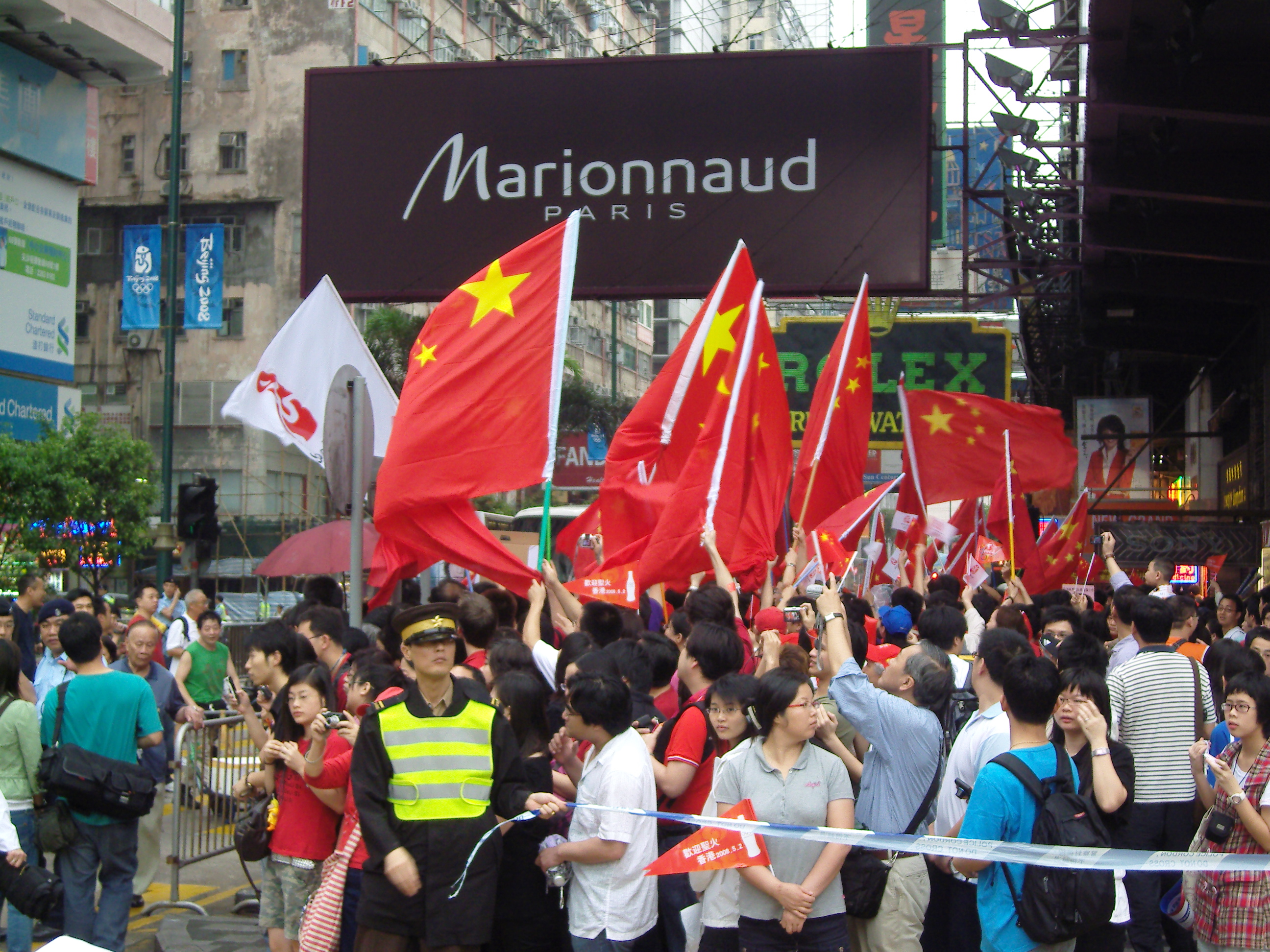
市民沿路揮舞中國國旗

火炬接力當日估計約有10.1萬名市民夾道觀賞，主要集中在路段一的尖沙咀、路段三A的沙田社區，以及路段六的中環至灣仔。單是尖沙咀已有約5.2萬人，當中不乏中國大陸的遊客。另一方面，另外有約1.6萬人安坐於沙田馬場內觀眾席上觀看路段三B的火炬接力。
約5萬名觀看群眾響應呼籲，穿起紅衣，但也有一群由三星電子贊助的學生被指定穿上藍衣，顯得較為突出。不少市民揮動中華人民共和國國旗及香港區旗，但從電視畫面可見，現場亦有人高舉中華民國國旗觀看火炬接力。

## 抗議及示威活動
相對於其他進行火炬接力的中國大陸境外之城市，香港的抗議及示威活動在大致和平的情況下進行，並未有出現如搶奪火炬等激烈行為。香港警務處共出動3700名警務人員負責火炬接力的保安任務。雖然有示威者需要被帶走，但沒有人被拘捕。

### 人權聖火接力

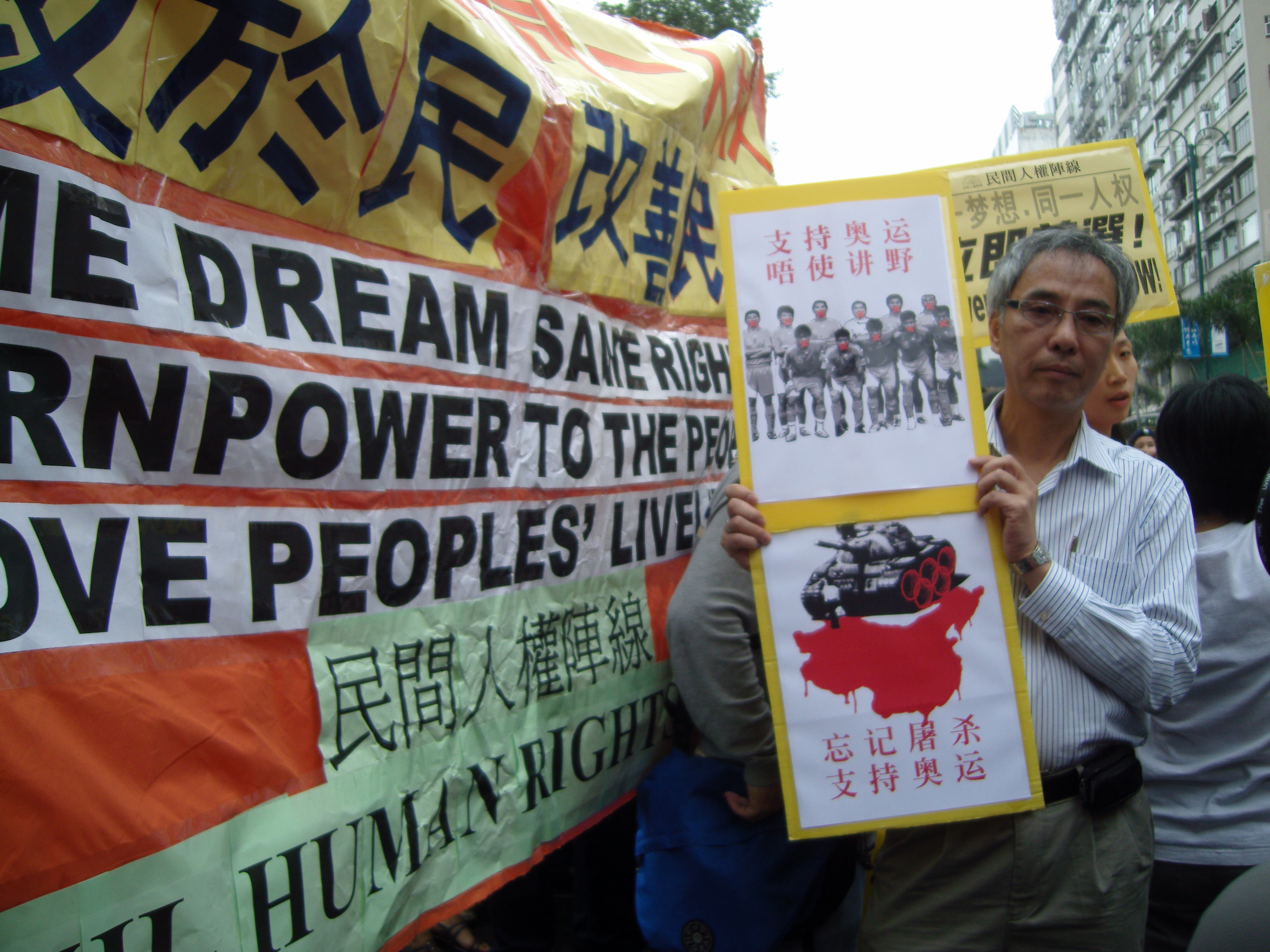
民間人權陣線的示威

2008年3月，支聯會聯同民間人權陣線已準備發起「人權聖火」活動，原定於火炬接力當日尾隨奧運火炬手跑尖沙咀一段，但被警察以保安理由拒絕，並要求更改活動地點至尖沙咀五枝旗桿。而支聯會邀請的丹麥雕塑家、國殤之柱的作者高志活，在4月26日抵達香港準備出席抗議活動時被拒入境。
當日早上，約30名穿上橙衣的「人權聖火」參加者於半島酒店門外聚集，並舉起塑膠製的「人權聖火」，高呼「同一夢想、同一人權」的口號，以示對中國大陸人權的關注。民間人權陣線亦舉起「還政於民，改善民生」的橫額。當火炬接力開始時，遊行隧伍打算沿彌敦道的行人路陪跑，但與中國大陸的學生發生衝突。警隊出動近100名人員築起兩重人鏈保護遊行隧伍，並臨時安排他們轉入漢口道，並經九龍公園到達柯士甸道的接力路段終點。

### 港大女生展示西藏旗幟
2008年4月底，香港大學哲學系女生陳巧文決定於火炬接力當日展示雪山獅子旗，以抗議北京當局對西藏的高壓政策，以及對西藏的人權自由表達關注，但她澄清並非支持西藏獨立。
當日早上，陳巧文聯同其澳洲籍男友、民運人士劉山青以及五名港大學生在九龍清真寺外展示旗幟期間，被反對藏獨人士喝倒采。因為雙方互相推撞，警察介入，分隔兩批人，並以“保護陳的安全”為理由帶走陳巧文及其朋友，返回油麻地警署，並要求陳巧文書面承諾不會追究襲擊者方獲放行。下午，陳巧文與其友人再度出現於中環昃臣道的傳送路線，當火炬手范徐麗泰經過時，再次展示雪山獅子旗，其後再被警察帶走，返回西區警署。

### 其他抗議及示威活動

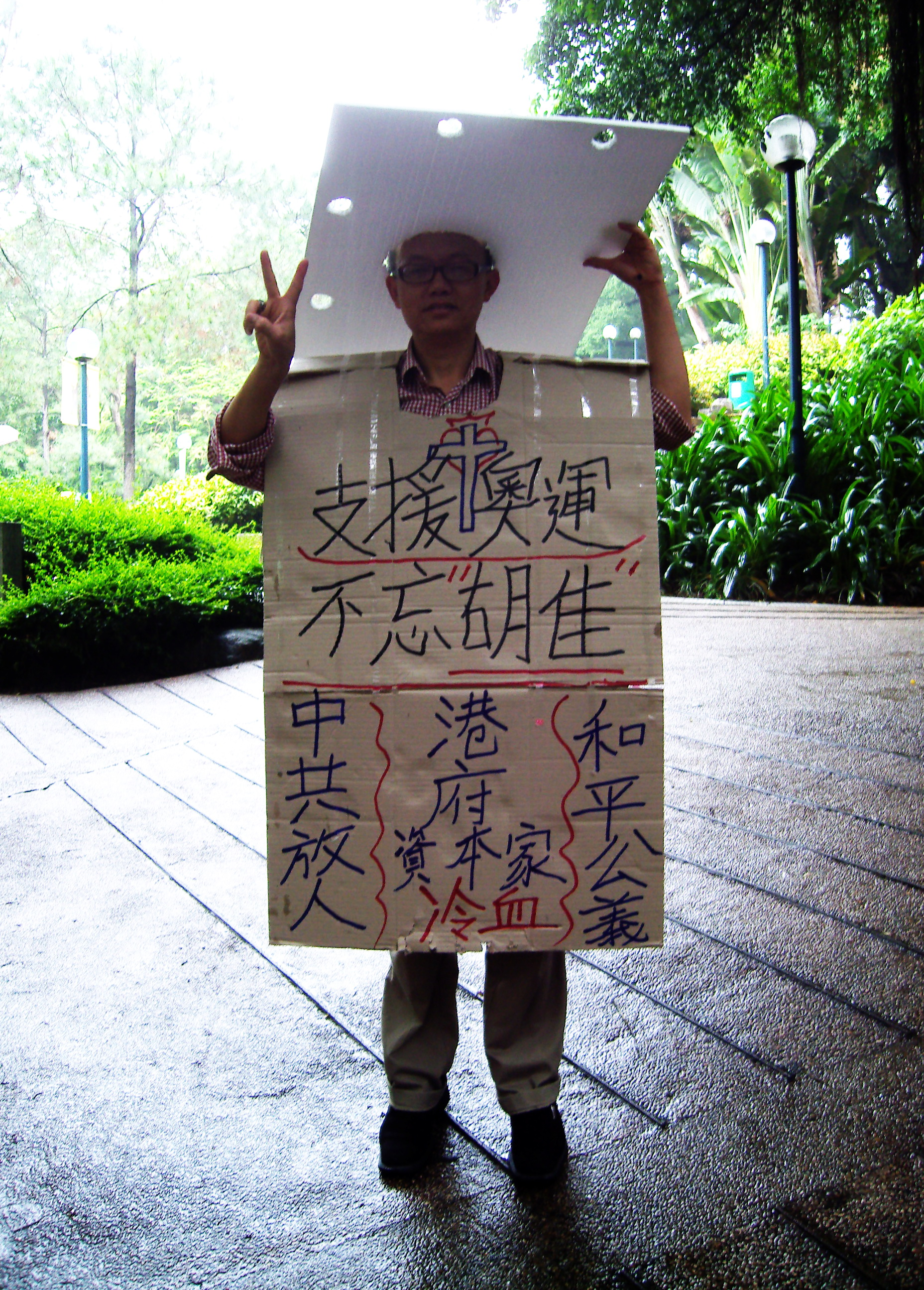
示威者爭取釋放維權人士胡佳

在尖沙咀火炬傳送路線上的重慶大廈，外牆被掛上「釋放胡佳」的橫額，要求中國大陸當局釋放因「顛覆國家政權罪」被判3年半有期徒刑的維權人士胡佳。
在中環火炬傳送路線上的中環天星碼頭之前，一名自稱是達賴喇嘛基金會成員的外籍女子於下午派發與達賴喇嘛有關的傳單，並多次高舉雪山獅子旗，結果被多名警務人員包圍，直至火炬手離開該路段為止。
在中環火炬傳送路線上的香港立法會大樓旁邊，有10名來自英皇佐治五世學校的外籍學生，身上佩戴橙色的飾物，並高舉「自由西藏」的標語，與在場人士發生衝突，結果警察介入調停，並勸喻示威學生離開現場。
另外，5月1日獲批准入境的美國影星米亞花露，在中環外國記者協會會址發表促請中國大陸當局向蘇丹施壓制止種族屠殺的演說後，高舉「人權火炬」前往中環政府總部宣讀聲明後離去。

## 保安措施

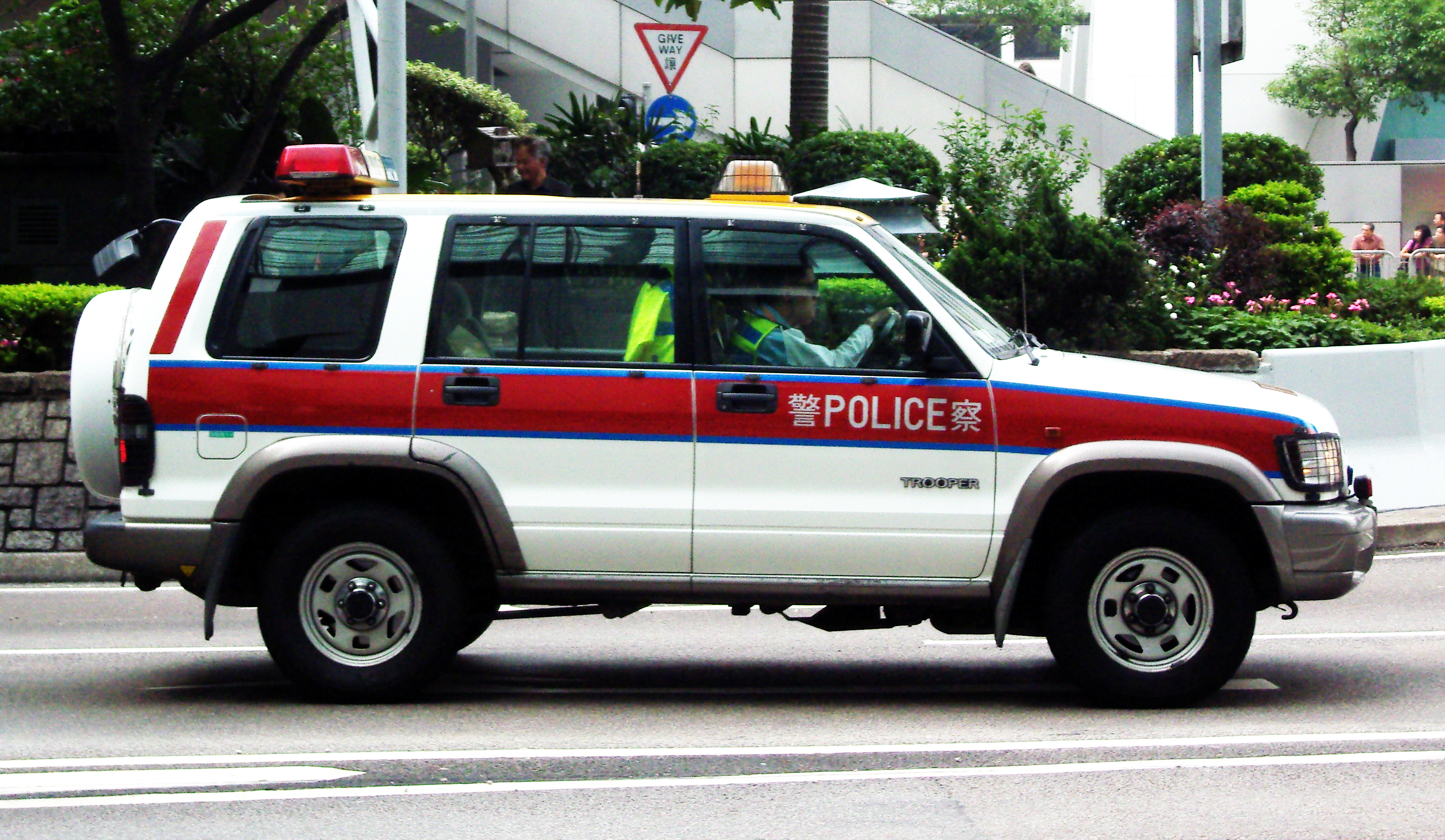
保護聖火的香港警察車輛

香港政府對是次活動高度重視，先在4月7日凌晨進行一次火炬接力車隊運行測試，然後4月18日日間進行名為「社區接力跑」的實時實地排練。經過「社區接力跑」的演習後，當局對火炬傳遞的安排進行微調，又對路線作出輕微修改，以確保火炬傳遞當日的活動順利舉行。

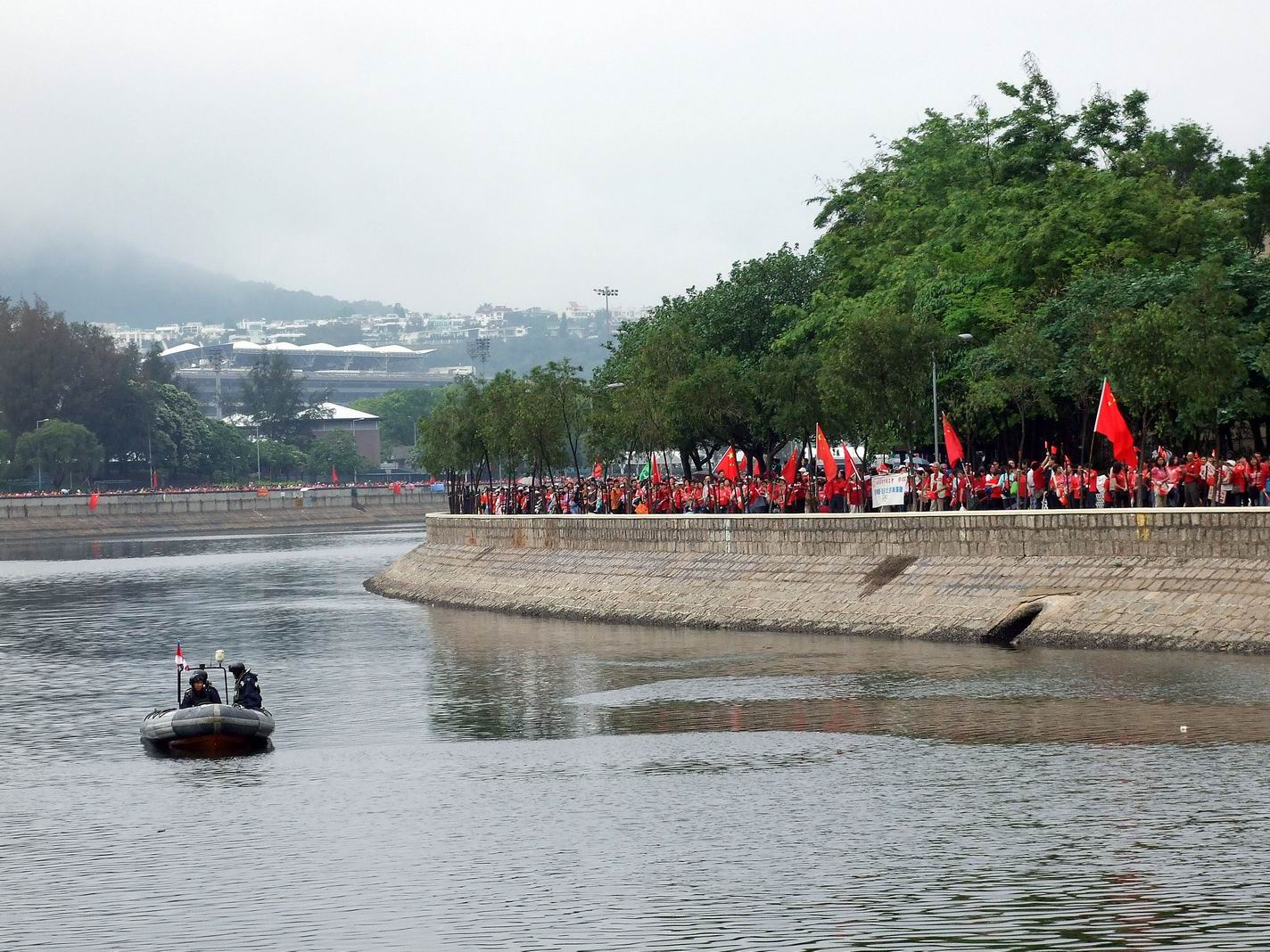
水警總區快艇巡邏城門河

火炬傳遞當日由香港警務處負責沿途保安，奧運火炬護衛隊則負責保護火炬及護跑。警隊派遣3700名人員，聯同香港消防處、運輸署、海事處、康樂及文化事務署、食物環境衞生署及民眾安全服務隊等政府部門，海陸空嚴密保護火炬和火炬手的安全。要員保護組及警隊護送組出勤護送聖火，以箭頭陣形電單車隊開路，目的令到是次活動莊嚴、有序、平安、暢順。
入境事務處亦先後拒絕丹麥藝術家高志活及中文筆會成員張裕入境，理由是考慮到確保奧運火炬傳遞的莊嚴及順利舉行等公眾利益。此外有報道指入境處亦拒絕自由西藏運動及國際筆會成員的入境要求，但美國影星美亞花露則成為少數未被拒絕入境的人權分子。

## 慶祝活動

### 官方慶祝活動

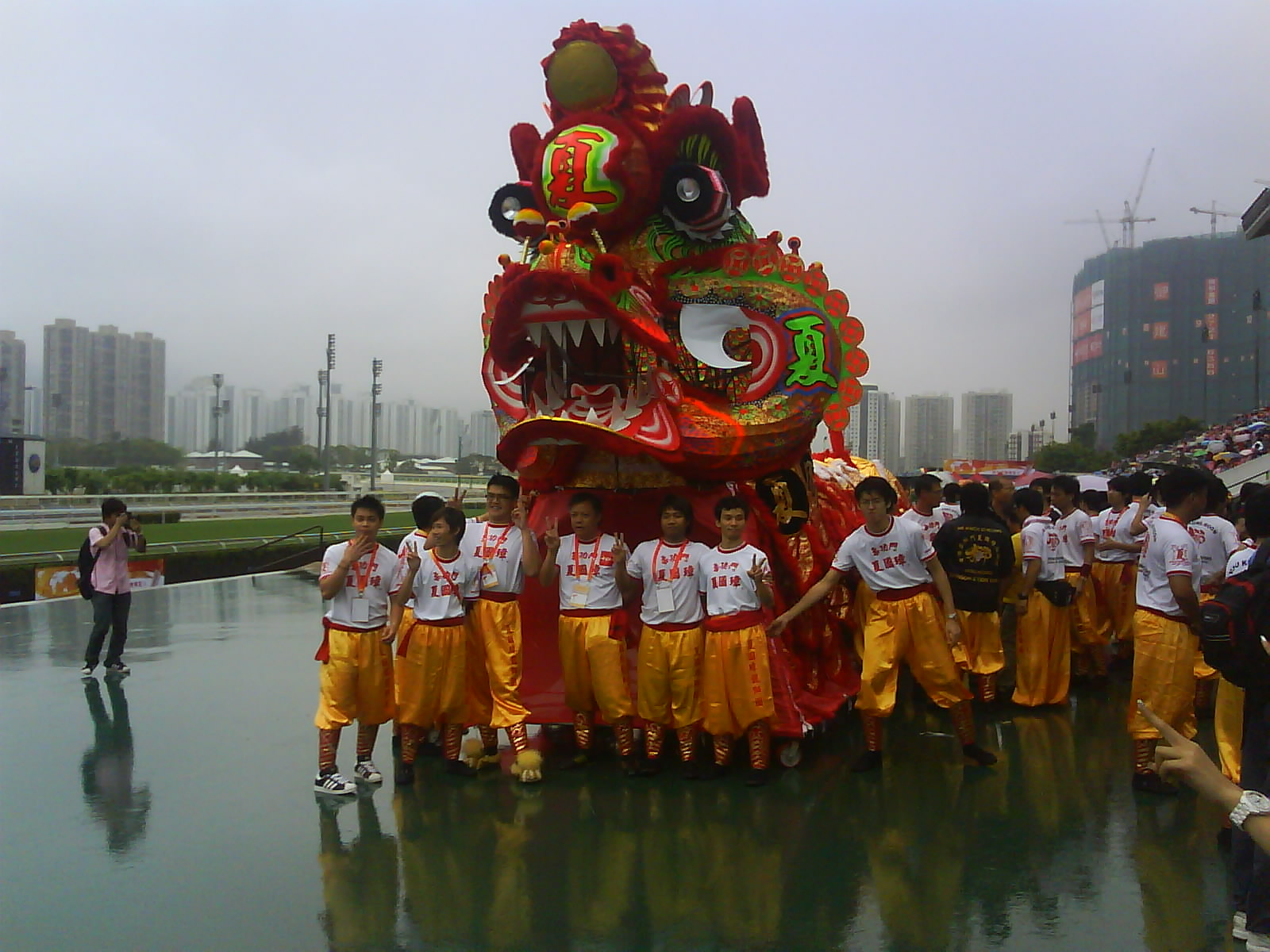
「萬眾歡騰傳聖火」大型社區慶祝活動的表演活動

奧運聖火在香港傳遞當天，政府舉行三項大型慶祝活動。上午10時在香港文化中心露天廣場舉行起跑儀式；當火炬下午2時抵達沙田馬場後，舉行「萬眾歡騰傳聖火」大型社區慶祝活動；當最後一名火炬手在下午5時抵達金紫荊廣場，燃點起聖火盆後，隨即會舉行盛大的閉幕典禮，直至6時完結。
另外政府為慶祝聖火在香港傳遞，特別在香港文化中心對出的尖沙咀海旁豎立一個按比例放大的祥雲火炬雕塑。

### 民建聯發起“聖火護衛團”
民建聯社區幹事張思晉在4月9日起於網上發起「香港奧運聖火護衛團」，計劃在傳送聖火當天協助警察保護聖火。發起人張思晉有感聖火在中國境外已多次受到衝擊，身為中國人便有責任確保火炬接力得以順利進行。當報道見報後，活動吸引了200名網民參與 ，並於聖火傳送時在沙田、尖沙咀及港島聚集，一旦有示威者企圖衝向火炬手，他們將“配合警方指示”，“築成人鏈阻隔”。

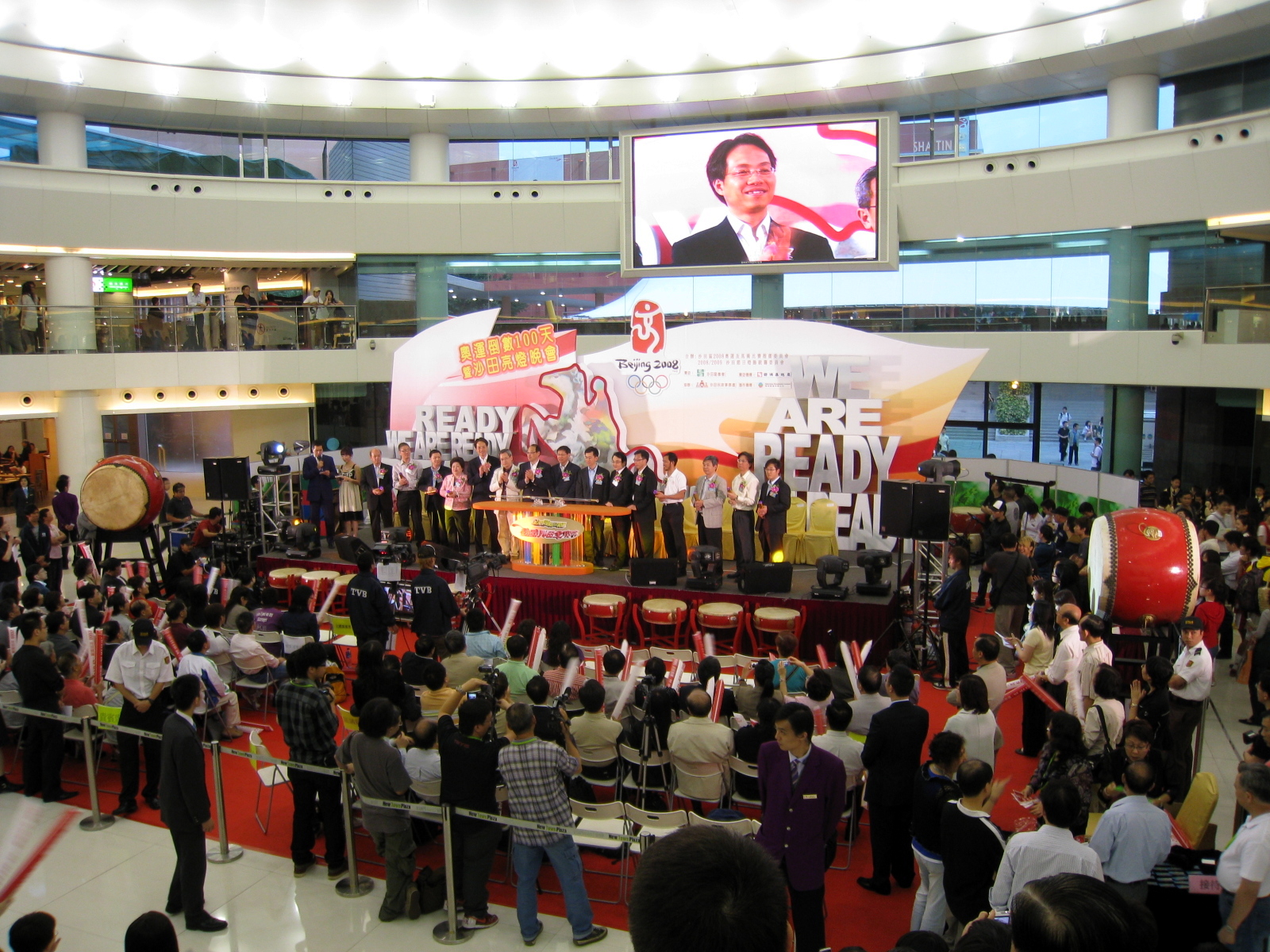
沙田新城市廣場內的慶祝活動

### “全民迎聖火委員會”
香港多家公私營機構在4月27日發起「全民迎聖火」運動，呼籲香港市民及學生於5月2日火炬傳遞當日穿上紅衣，以示支持北京奧運。活動發起人蘇澤光在4月27日的記者會上表示，香港作為北京奧運會中國國土火炬傳送的首站是一份光榮，身為中國人亦應感到驕傲。
為了讓更多市民參與，委員會安排一連串活動，包括安排義工到各區派發國旗和區旗，並印製200萬張印有「中國加油」的紅色貼紙，隨免費報紙《頭條日報》及《英文虎報》附送給市民。市民亦可透過多個商場的大型電視全程觀看聖火接力傳遞，而多位演藝界人士亦在街上巡遊及在多個商場唱歌表演以作助興。此外，香港演藝人協會亦率領多名藝人在四個商場內安排節目及在街上巡遊表演以作助興，聯同多家電子傳媒，在四個商場內安排節目，以增添奧運氣氛。而該會亦已拍攝一輯短片，由多名藝人以不同語言呼籲市民支持火炬接力。

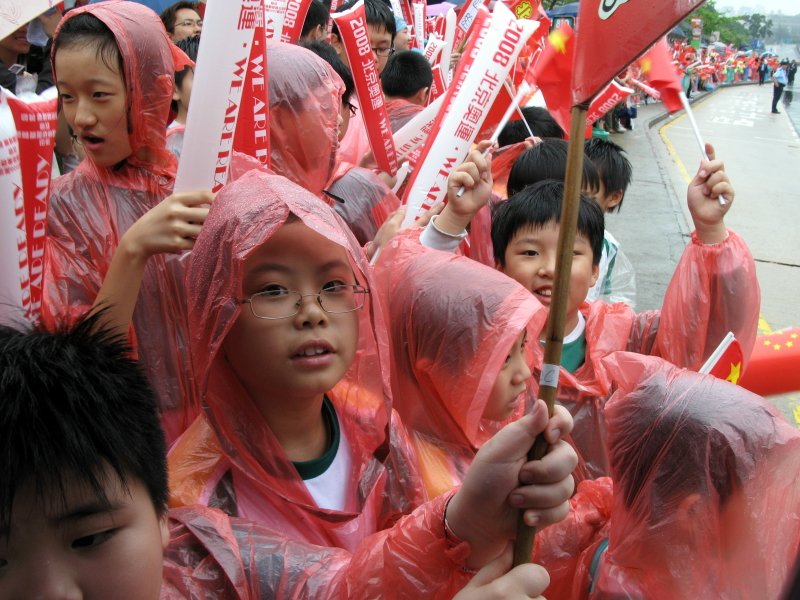
眾多小學生為奧運火炬接力打氣

### 學界迎聖火
教育局為配合火炬接力及向學生推廣國民教育，局方特於2008年4月11日發出通告，建議學校可於5月2日火炬接力當日改作特別活動日。學校藉此機會舉行與奧運有關的活動，包括撰寫網誌、介紹馬術歷史或專題研習，亦可安排學生到火炬傳送路線上為火炬手打氣。民政事務局常任秘書長尤曾家麗曾表示，當日有過百間學校組織學生，見證奧運火炬在港傳送，政府已透過各區民政事務處及地區專員聯絡學校，為學生安排合適位置觀看聖火。

## 電視及電台轉播

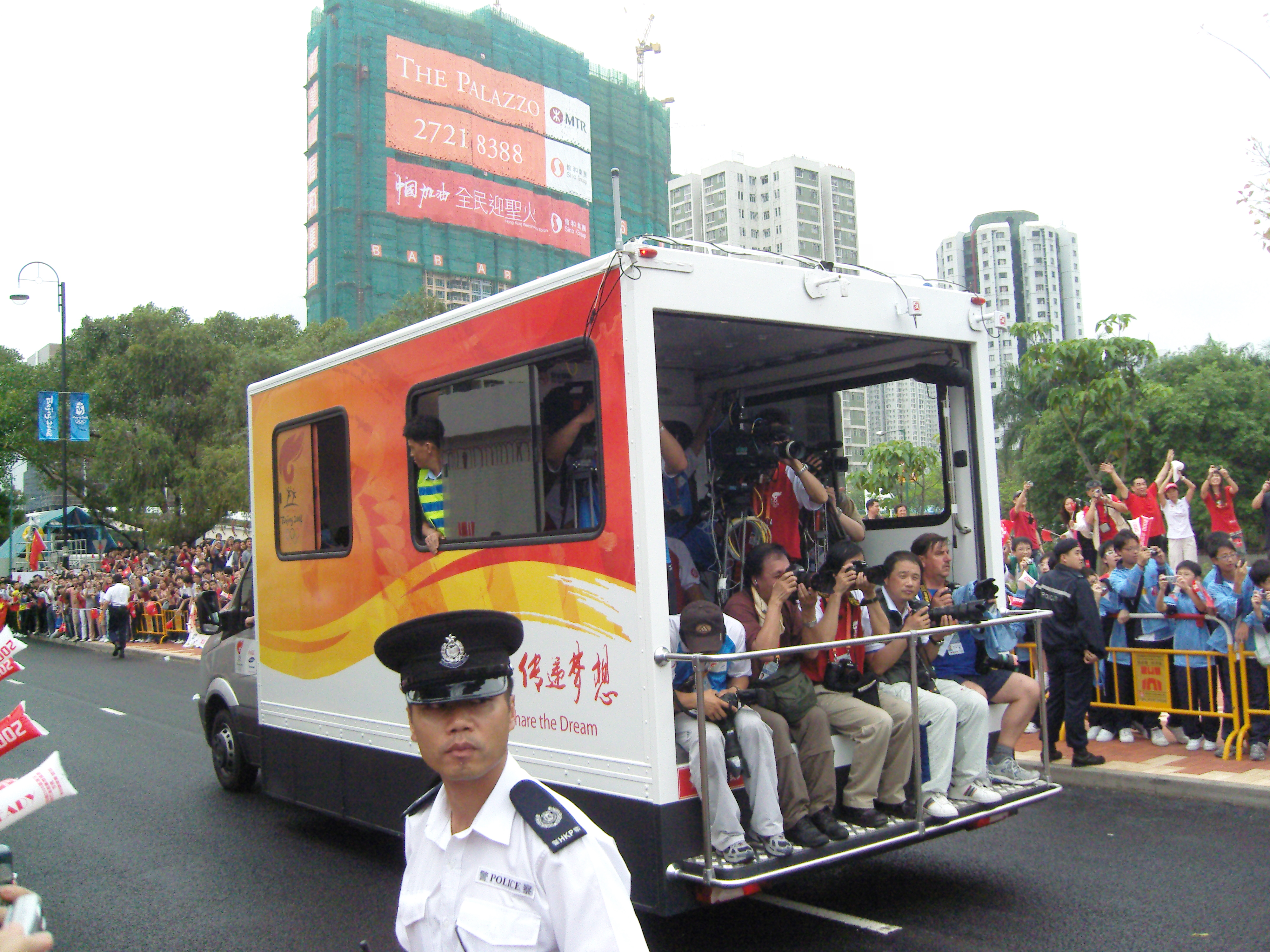
警署警長及傳媒車。

為讓電視觀眾能觀看聖火傳送時的情況，香港七家電視台將幾近動用所有現場直播器材，聯合製作聖火傳送的特備節目，並於當日作九小時的現場直播，成為香港當時最大規模的電視現場直播計劃，參與的工作人員高達500人。
是次現場直播計劃由香港電台統籌，該台派出兩部傳媒車，從正面拍攝每名火炬手傳送、護衛隊保護聖火及沿途市民迎接的熱鬧情況。而香港電台亦會負責「聖火起步儀式」及直升機上的高空攝錄工作，並由無綫電視負責訊號傳送，而香港其他地區的戶外拍攝工作，則由其他電視台按地區分工作現場直播，所需費用由七家電視台攤分。另外，香港電台第一台、亦會於聖火傳送期間作聲音廣播。
由於聖火傳送涉及香港多個地區，加上各電視台的攝錄儀器、訊號傳送形式及頻譜均有不同，為確保每個直播地點影像能夠銜接，香港電台特設一個「戶外直播訊號接收中心」，接收從其他電視台所發出的訊號，並首次全程使用3.5G傳送及引入澳洲新科技Diversity進行現場直播。 
而各電視台分路段直播的安排如下：

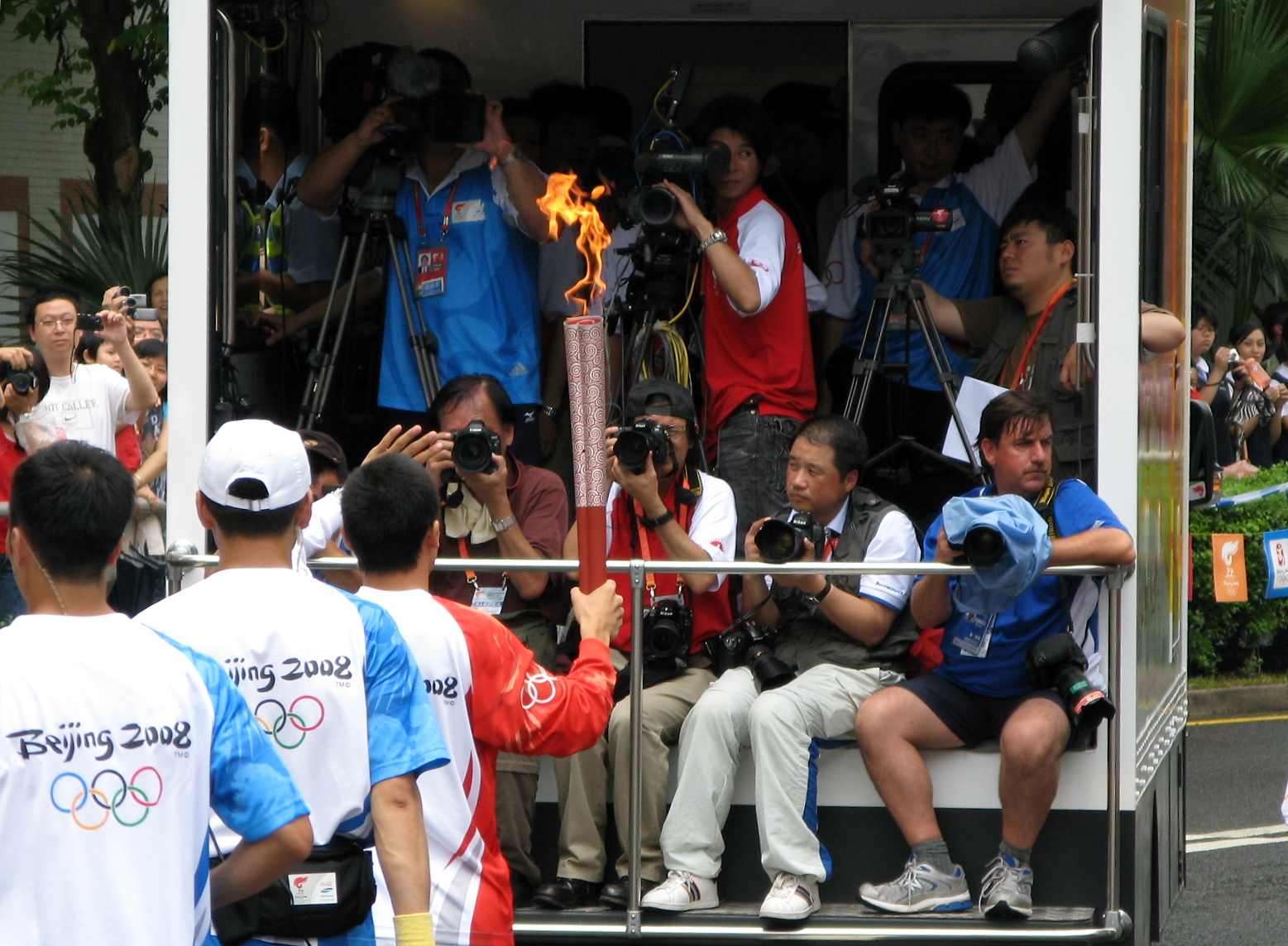
傳媒車正面拍攝每名火炬手傳送

- 尖沙嘴文化中心早上的開幕儀式由香港電台負責；
- 沿彌敦道等高樓密集的鬧市火炬傳送由有線電視負責；
- 青馬大橋一段及終點站灣仔金紫荊廣場由無綫電視負責；
- 沙田段及馬場嘉年華由亞洲電視負責；
- 中環一號碼頭上岸後該段路由鳳凰衛視負責。
- 金鐘道一段由香港寬頻負責；
- 灣仔軒尼詩道一帶由NOW電視負責；

## 花絮
- 原定於沙田區負責跑第41棒的火炬手施懿庭，以「航機延誤，未能及時回港」為理由，缺席火炬接力，而他所跑的路段由其上一棒跑手，亦即跑第40棒的鄭玉嫻兼跑[38]。但當日其實只有數班班次頻密的短途航機大為延誤或取消。[39]
- 奧運火炬首次以龍舟傳送，成為史上第一名在龍舟上傳聖火的是本港泳手施幸余，其火炬手編號為89，負責接第64棒。由於龍舟傳遞需時十多分鐘，用於該程的火炬特別將燃燒時間增至十分鐘外，但火炬最終在登岸時熄滅，火炬需用後備火炬再次燃點。[40][41]
- 馬會主席陳祖澤原定乘坐18世紀仿古馬車在馬場傳遞火炬，但在傳遞前負責拉車的馬匹突然受傷，陳祖澤臨時要改坐高爾夫球車。[42]
- 當蔡曉慧及王晨準備交接時，突然被聖火護衛隊叫停，並重新點燃火種燈。之後停了大約八分鐘，交接才再次繼續，並由王晨繼續傳送。原因是火炬接力進展比預期快，要重整車隊，車隊中有部分嘉賓需要進場，參加在金紫荊廣場舉行的閉幕儀式，迎接最後一名火炬手入場。[43]

## 火炬手之最
- 第一棒火炬手：李麗珊
- 壓軸火炬手：黃金寶
- 年齡最大火炬手：曾憲梓（74歲）
- 年齡最小火炬手：趙頌熙（14歲）
- 全球首位龍舟火炬手：施幸余
- 騎馬火炬手：葉少康、鄭雨滇、鄭文傑
- 參與火炬接力馬匹：履冰之柱、Goldina、Audienz
- 孕婦火炬手：李穎詩（已有7個月身孕）
- 最高火炬手：譚偉洋（1.95米）
- 最重火炬手：江澤峰
- 持火炬最長時間的火炬手：施幸余（約11分鐘）
- 唯一曾參與東京奧運會香港區火炬接力的火炬手：伍雪葵

## 社會影響

詹瑞文的《男人之虎》──「超級防火版」之宣傳海報

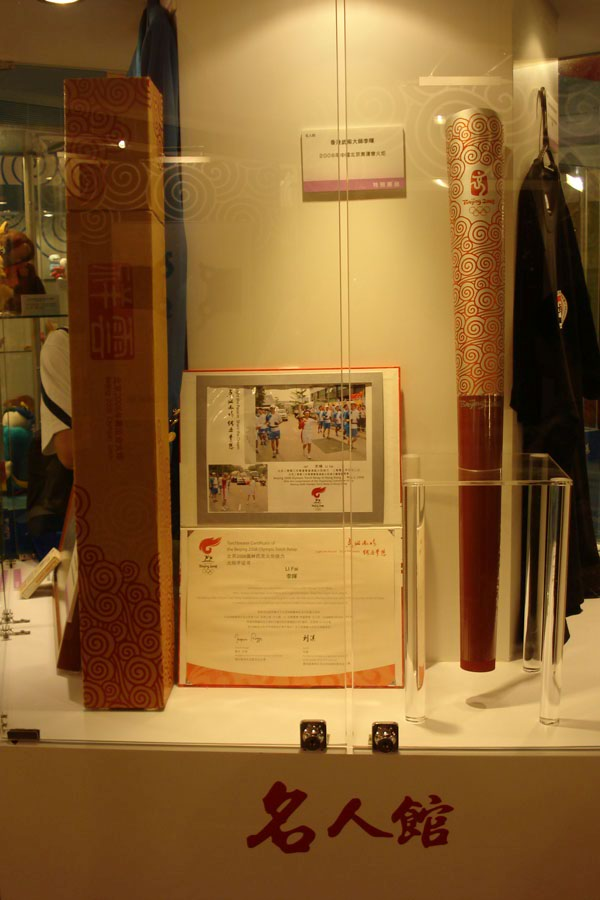
第97號火炬手李暉的火炬、紀念證書及火炬盒，於2008年7月在德福廣場舉辦的展覽公開展出

- 第八度公演的舞台劇《男人之虎》取名為「超級防火版」，劇本加入奧運及火炬傳送等元素，而宣傳海報亦以火炬手造型的「凸首詹」（即詹特首的諧音，詹瑞文飾演）作為主體。劇組在2008年5月6日在旺角鬧市舉行「凸首補跑迎奧運」活動，演員詹瑞文扮演火炬手「凸首詹」，在兩名扮演聖火護衛隊的工作人員護跑下，從新寶戲院跑往豉油街，吸引不少途人圍觀[44][45]。「超級防火版」公演期間，加入一段諷刺第50號火炬手曾憲梓的片段，由詹瑞文飾演模仿其形象的角色嘉慶子[46]。

- 在5月12日舉行長洲太平清醮飄色巡遊，當中名為「香港精英奧運創佳績」的飄色以是次火炬接力為題材，由兩名小朋友扮演單車手傳遞聖火及火炬接力[47]。同日在筲箕灣舉行的譚公誕飄色巡遊，亦有小朋友扮演手持火炬的跨欄運動員[48]。

- 為脤濟汶川大地震災民，擔任第73名火炬手的麥珮軒透過商業電台節目《左右大局》拍賣祥雲火炬及全套火炬手指定服裝。慈善拍賣於2008年5月21日至5月27日舉行，所有籌得款項會捐予香港福幼基金會，為災區的傷殘兒童製作義肢[49]。最後該支祥雲火炬以170萬港元成交，由第46名火炬手林大輝投得，回贈予麥珮軒[50]。而同時拍賣的火炬手指定服裝共籌得2萬4千元[51]。擔任第21名火炬手的梁振英亦於2008年7月10日透過該節目拍賣祥雲火炬及全套火炬手指定服裝[52]，最後被香港手球會會長吳守基以100萬港元投得[53]。此外，擔任第4名火炬手的劉德華亦於6月3日在海南三亞市舉行的「愛心呵護 陽光行動」愛心大使奧運火炬義拍活動，以190萬人民幣成功投得自己提供競拍的祥雲火炬[54]。擔任第17名火炬手的譚偉洋接受媒體訪問時表示無意捐出火炬，但早前借出火炬與套裝給任職教師的友人，供校方拍照籌款之用[55]。

- 不少香港區火炬手表示將大會贈送的祥雲火炬放置於公共場所永久展示，包括第46名火炬手林大輝的火炬將置於林大輝中學[50]；第105名火炬手范徐麗泰的火炬將贈予香港立法會，並安放在立法會大樓宴會廳；第119名火炬手霍震霆的火炬將安放在奧運大樓內的港協暨奧委會總部；第54名火炬手陳易希的火炬將安放在中華基督教會譚李麗芬紀念中學[56]。北京奧組委贈送香港警務處的火炬，將放置於香港警察總部三樓電梯大堂[57]；至於奧組委贈送給香港特區政府的火炬及証書，政務司司長唐英年表示會尋找適合的場地保存，令全香港人有機會參觀[7]。

- 在香港區火炬活動期間公開展示雪山獅子旗抗議的港大哲學系女生陳巧文，在6月13日打算經澳門國際機場過境前往澳洲旅行，被治安警察局人員在外港碼頭扣查並拒絕入境。澳門新聞局發言人表示，治安警察是根據《澳門內部保安綱要法》第17條拒絕陳巧文的入境申請[58]。一般認為陳巧文被澳門當局拒絕入境，主要原因是她在香港區火炬接力活動的高調示威，被視為西藏獨立運動的激進支持者[59]。

## 參看
- 2008年夏季奧林匹克運動會火炬接力
- 2008年夏季奧林匹克運動會馬術比賽
- 1964年夏季奧林匹克運動會火炬接力香港區接力

## 外部連結
- 北京2008年奧運會香港區火炬接力官方網站（页面存档备份，存于）
- 北京2008年奧運會香港區火炬接力網上重溫（页面存档备份，存于）
- 北京奥运会火炬接力官方网站－香港
- 香港電台：2008年北京奧運香港區火炬接力跑（页面存档备份，存于）
- 社區火炬接力跑記者會（页面存档备份，存于），2008年4月16日
- 北京2008年奧運會香港區火炬接力記者會（页面存档备份，存于），2008年4月29日
- 奧運聖火重臨香港（附圖／短片）（页面存档备份，存于）香港政府新聞公報，2008年4月30日
- 政務司司長唐英年「北京2008年奧運會香港區火炬接力－迎接聖火儀式」致辭（附圖／短片）（页面存档备份，存于）香港政府新聞公報，2008年4月30日
- 香港區奧運火炬接力圓滿結束（附圖／短片）（页面存档备份，存于）香港政府新聞公報，2008年5月2日
- 行政長官曾蔭權「北京2008年奧運會香港區火炬接力起跑儀式」致辭全文（附圖）（页面存档备份，存于）香港政府新聞公報，2008年5月2日